# 山茶花
山茶，又名山茶花、日本山茶，山茶科山茶屬植物，是一种常绿灌木或小乔木，古名海石榴。有玉茗花、耐冬等别名，在韓語中也稱冬柏花（韓語：동백），韓國海雲臺區冬柏島即以茶花命名。
山茶的花大多数为红色或淡红色，亦有白色，多为重瓣。茶花的品种极多，是东亚传统的观赏花卉，在“十大名花”中排名第七。茶花也在全世界多地广泛栽培，用于园艺装饰。种子也可榨油。
山茶是东亚多地的市花，包括中國重慶市、青岛市、江西景德镇市、浙江金华市、浙江温州市、云南昆明市、浙江宁波市、湖南衡阳市、福建龙岩市、韩国釜山市、日本千葉縣銚子市、台灣新北市，也是台湾新竹縣和台北市大同區的區花。

## 产地
山茶原产于中国（山东、浙江东部）、韩国（济州岛）、日本中部及南部和台湾，印度、越南、中国西部等地有归化居群，生长于海拔300-1100米的林地。。

## 历史

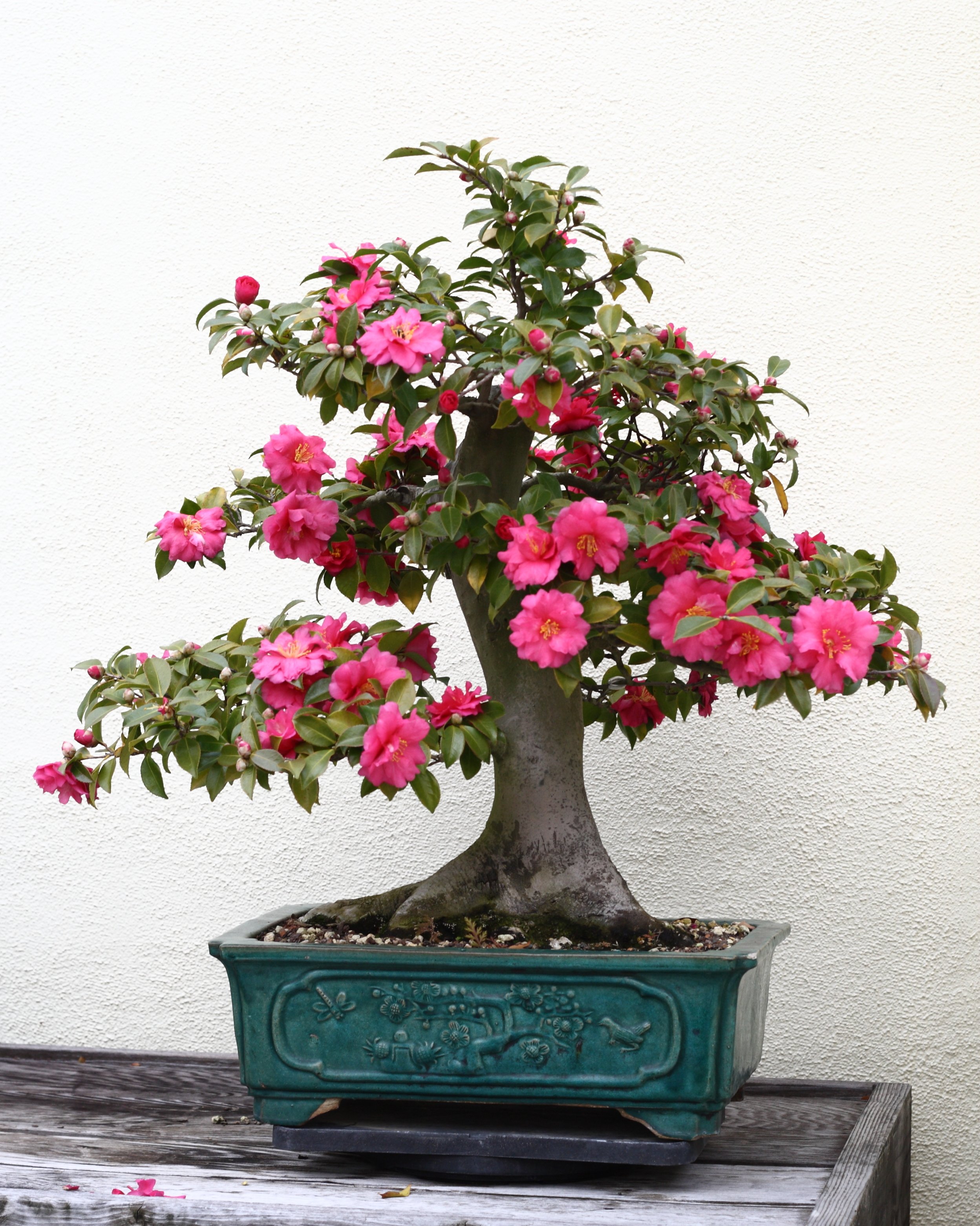
日本的山茶花盆栽

### 中国
茶花有一千多年的栽培历史。

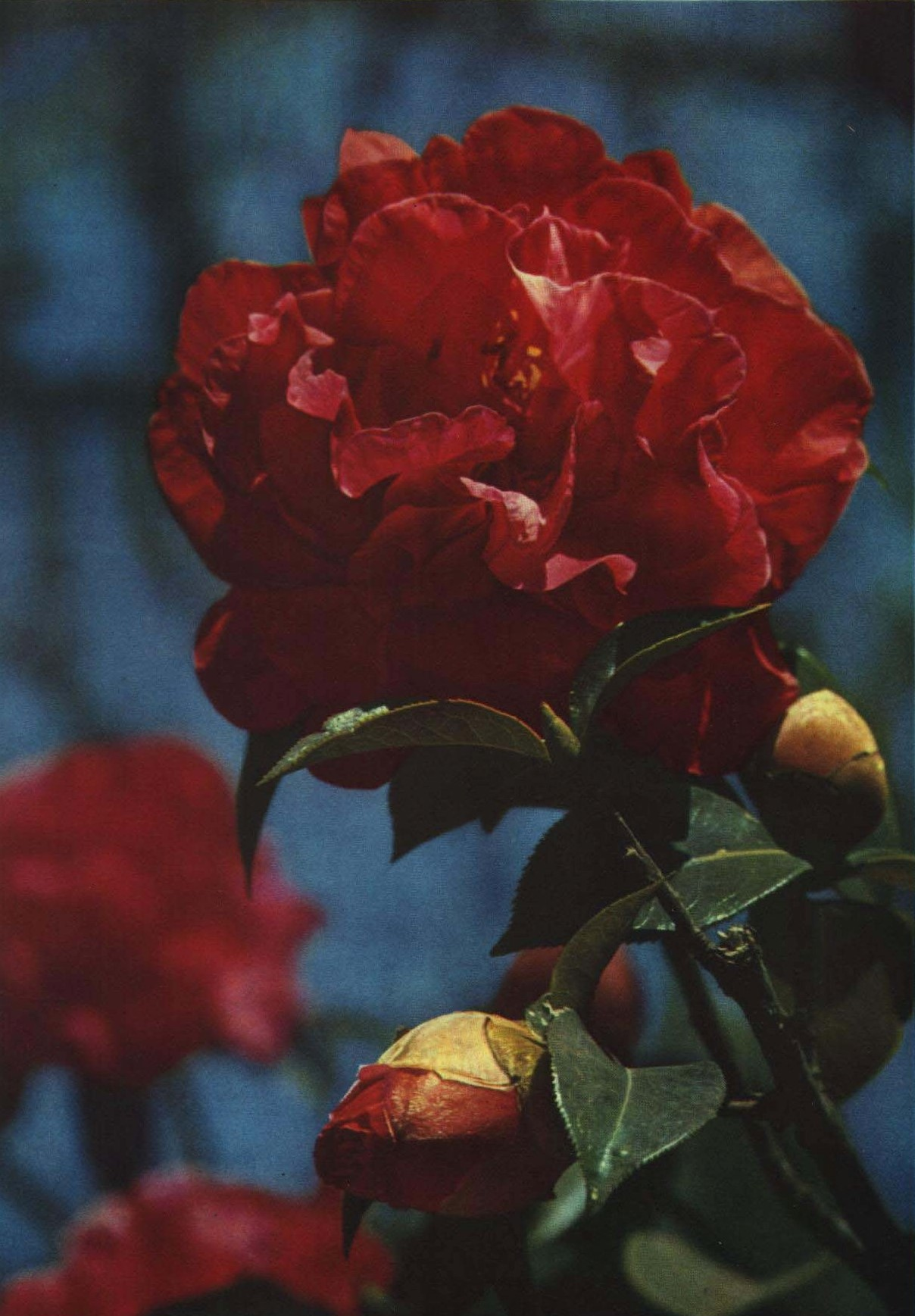
1963年《人民画报》中的山茶花照片

隋唐时代已进入寻常百姓亭院，有唐诗詠山茶花：“風裁日染开仙囿，百花色死猩血谬，今朝一朵坠阶前，应有看人怨孙秀”为证。宋代开始风行栽培茶花，范成大詩“门巷欢呼十里寺，腊前风物已知春”描述的就是当时茶花盛开的情景。
十一世纪，山茶花已经出现在中国的瓷器和绘画作品中。早期画作中通常只有单瓣红色一种类型，然而在宋代的《四喜图》中出现了单瓣白色山茶花。十八世纪，茶花自日本传至欧洲和美洲地区，成为世界名花。

#### 名称混淆
|                     | 唐宋时代 | 现代   | 日本       |
| ------------------- | -------- | ------ | ---------- |
| Camellia japonica   | 海石榴   | 山茶   | 椿（藪椿） |
| Camellia reticulata | 山茶     | 滇山茶 | 唐椿       |
| Camellia sasanqua   |          | 茶梅   | 山茶花     |

 酉阳杂俎 续集 卷九

　山茶，似海石榴。出桂州。蜀地亦有。

  新植海石榴

　弱植不盈尺，遠意駐蓬瀛。月寒空階曙，幽夢彩雲生。糞壤擢珠樹，莓苔插瓊英。芳根閟顏色，徂歲為誰榮。

  海棠譜 卷上

　凡今草木以海為名者，酉陽雜俎云，唐贊皇李德裕嘗言，花名中之帶海者，悉從海外來，故知海椶，海柳，海石榴

  欽定古今圖書集成 草木典 山茶

### 澳大利亚
- 澳大利亚的第一条山茶属植物记录与交于1826年到达悉尼的亚历山大·麦克雷（英语：Alexander Macleay）的运送物有关，这些山茶被种植在了悉尼的伊丽莎白海湾洋房（英语：Elizabeth Bay House）。
- 1838年，植物学家、园艺学家以及农学家威廉·麦克阿瑟（英语：William Macarthur）引入了6株山茶花。在接下来的数年中，他陆续引入了数百个变种，并将其种植于康登公園莊園（英语：Camden Park Estate）。当时，麦克阿瑟的苗圃很长时间以来是澳大利亚殖民地装饰植物、果树和攀缘植物的主要供应来源。
- 1845年，威廉·麦克阿瑟在一封写给伦敦园丁康拉德·劳迪吉斯（英语：Conrad Loddiges）的信中告知已收到山茶，并且提到：“我已经用主要来自'Anemoniflora'的种子培育了四五百株山茶幼苗”。由于这一品种没有花药，我用滇山茶和樱花短柱茶的花粉对其进行授粉。尽管麦克阿瑟培养的幼苗产生的大部分品种已经遗失，但是包括'Aspasia Macarthur'（以他的名字命名）的一些品种至今仍然兴盛。
- “山茶树林（Camellia Grove）”是悉尼的一个著名山茶苗圃，由Silas Sheather于1852年在租下的曾属伊丽莎白农场（英语：Elizabeth Farm）的巴拉马打河畔的土地上建立。1877年Fuller's Sydney Handbook记录了他所培育的59个山茶品种。山茶和其它来自Sheather苗圃的花被系成捆悬挂在吊在甲板上的长木板下，由汽船载往下游的悉尼市场的花店。Silas Sheather培育了数种山茶花栽培品种，其中最有名的（如今仍然进行商业种植的） 是C. japonica 'Prince Frederick William'与C. japonica 'Harriet Beecher Sheather'后者是Sheather用他女儿的名字所命名。Sheather苗圃的周边地区最终发展成市郊并为了纪念“山茶树林”而被命名为Camellia。
- 截至1883年，澳大利亚当时的两位杰出园丁Shepherd与Company记录了160个山茶花品种。
- 作为一名学者、语言学家、园林设计师和山茶专家的Eben Gowrie Waterhouse副教授于20世纪上半叶重新掀起了全世界范围的山茶花属植物热潮。坐落于澳大利亚悉尼的E.G. Waterhouse国家山茶花园以他的名字命名。

### 欧洲
- 根据美国农业部门的Frederick Meyer博士于1959年进行的一项调查结果，“Campobello（葡萄牙）山茶”是已知的在欧洲所能找到的最古老的样本——这些山茶树种植于1550年左右，约有460年的树龄。然而，据说山茶是由荷兰东印度公司的主任医师恩格尔贝特·肯普弗于1692年首先带到西方的，他从亚洲带回了超过30个品种的详细描述。山茶在东方栽培了数千年后于18世纪被引入了欧洲。英格兰艾塞克斯郡的Robert James被认为是于1739年首先将第一株活山茶带回英格兰的人。卡尔·彼得·通贝里从出岛归来时，他去伦敦进行了一次短期旅行并结识了约瑟夫·班克斯。通贝里向邱园捐赠了4株山茶花样本，其中之一被认为于1780年送至德国德累斯顿附近皮尔尼茨宫的植物园中，目前株高8.9米，直径11厘米。
- 欧洲最古老的山茶树分布于Campobello（葡萄牙）、卡塞塔（意大利）、皮尔尼茨（德国），大约种植于16世纪末。

## 生长特征
茶花性喜温暖、湿润的环境。花期较长，从10月份到翌年5月份都有开放，盛花期通常在1～3月份。花瓣为碗形，分单瓣或重瓣，单瓣茶花多为原始花种，重瓣茶花的花瓣可多达60片。茶花有不同程度的红、紫、白、黄各色花种，甚至还有彩色斑纹茶花，而花枝最高可以达到4米。
山茶花與其他花卉不同的地方在於，一般的花朵凋零是一片一片掉落，但山茶花凋零是連同花萼整朵掉落的，如同人頭落地一般，因此時常被從前的日本武士忌憚，也使得山茶花又被稱作為「斷頭花」。

## 形態特征
灌木或小喬木，高至1.5米。葉倒卵形或椭圓形，長5～10厘米，寬2～6厘米，短鈍漸尖，基部楔形，有细鋸齒，葉幹後带黄色；葉柄長8-15毫米。花單生于葉腋或枝頂，大红色，栽培品种有白、淡红等色，且多重瓣，頂端有凹缺；花丝無毛；子房無毛，花柱頂端3裂。蒴果近球形，直径2.2～3.2厘米。
山茶花外形变化多端，但主要分为单瓣、半重瓣、不规则半重瓣、有序重瓣、无序重瓣、elegans型。

### 栽种
全年都可以种植，要用酸性的土壤来栽种。但都受不了长时间的零下环境，所以当遇到较冷的环境，必须放入室内。

### 單瓣
單瓣山茶花一轮花瓣有5-8片，松散，有序或无序。可能含有雄蕊瓣。雌蕊、雄蕊显著。

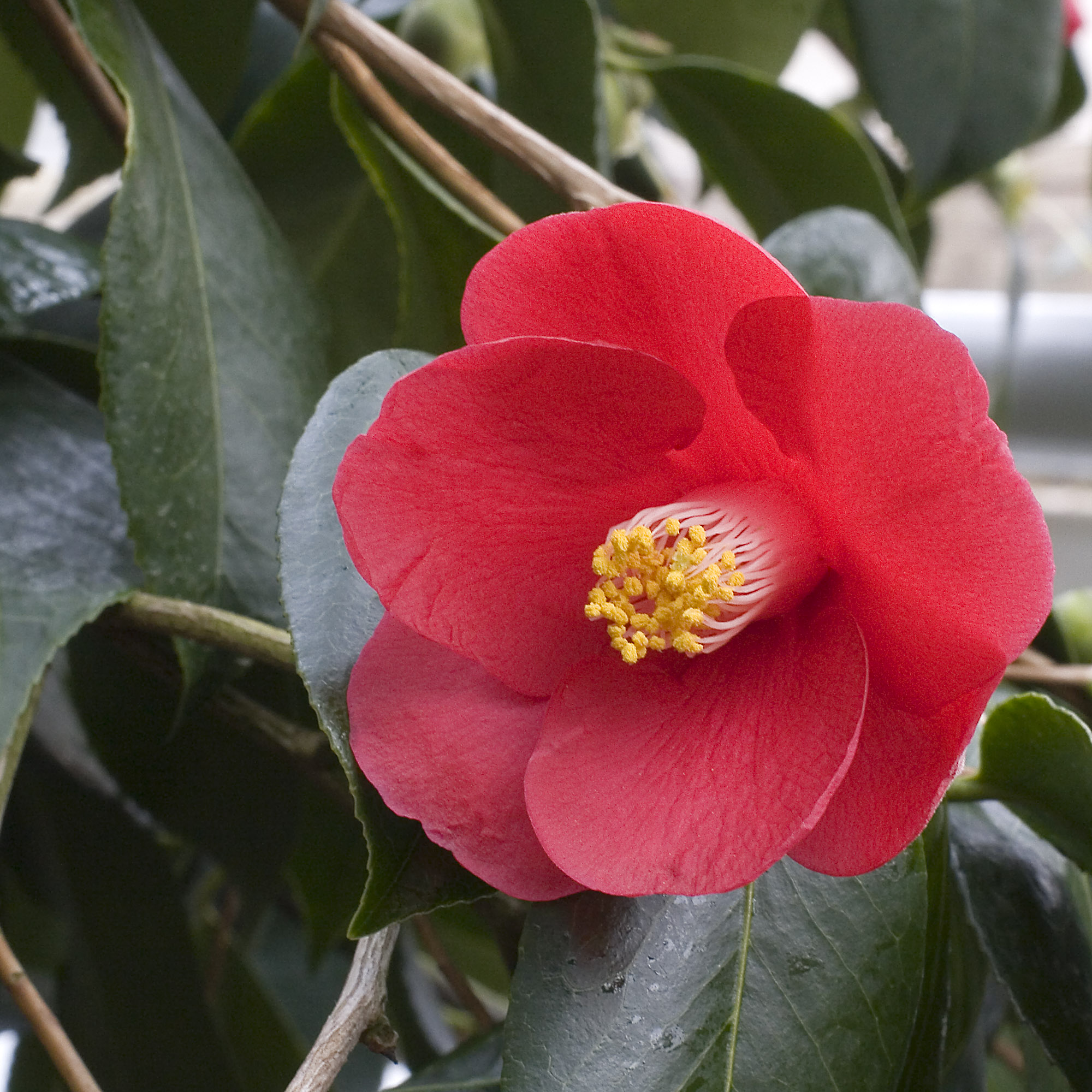
'Ashiya'
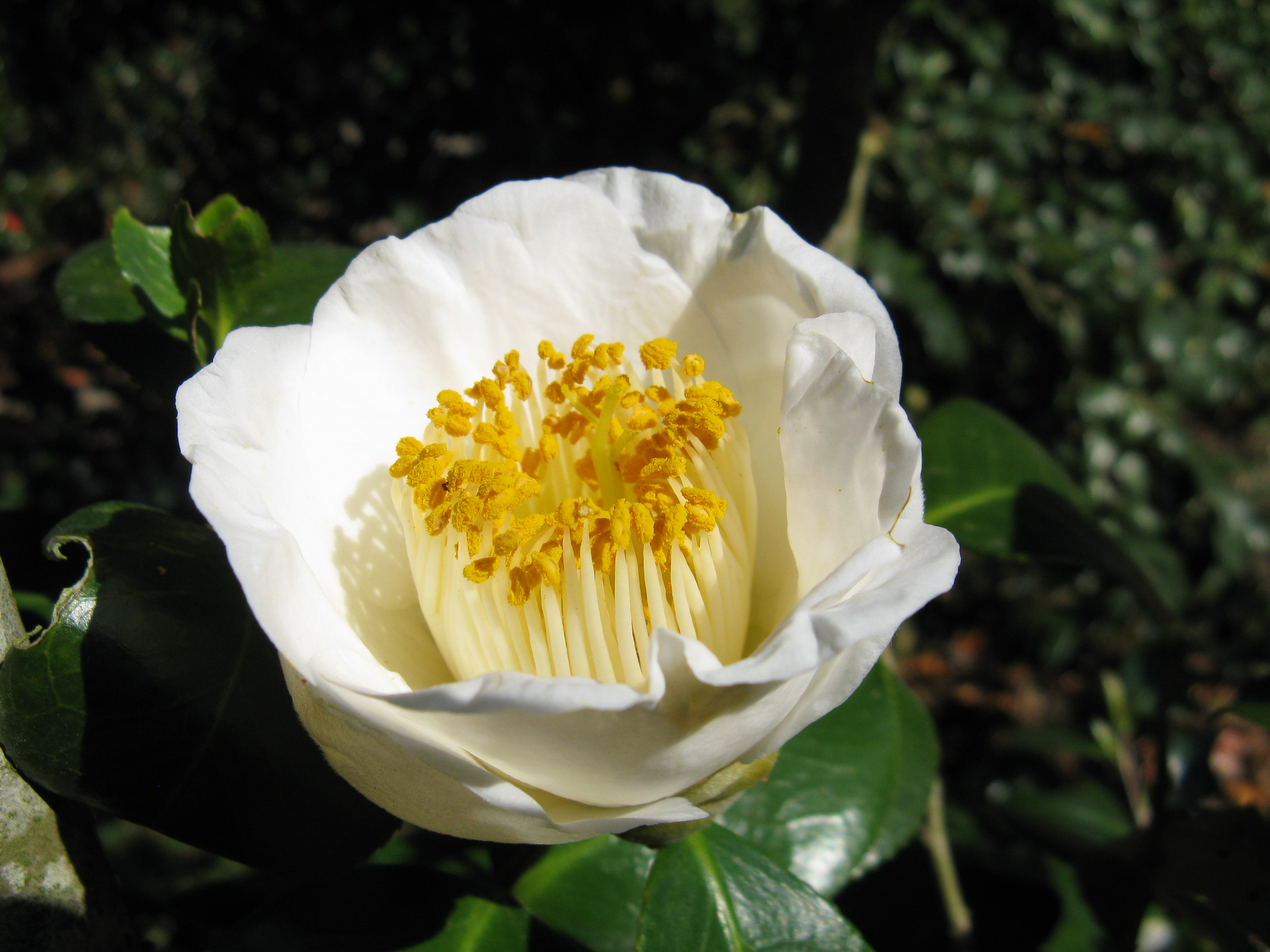
'Kamo-honnnami'
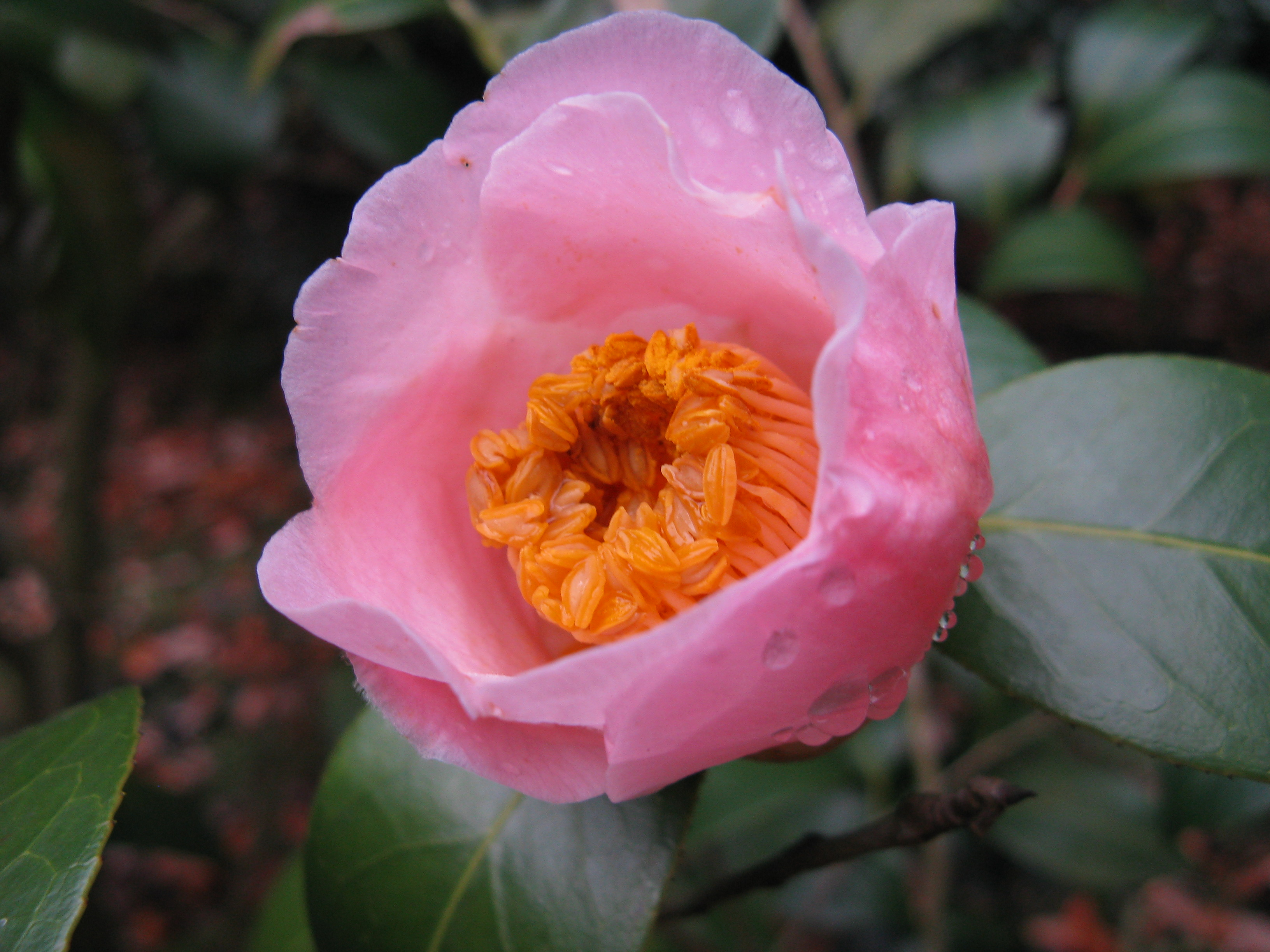
'Sekidotaroan'
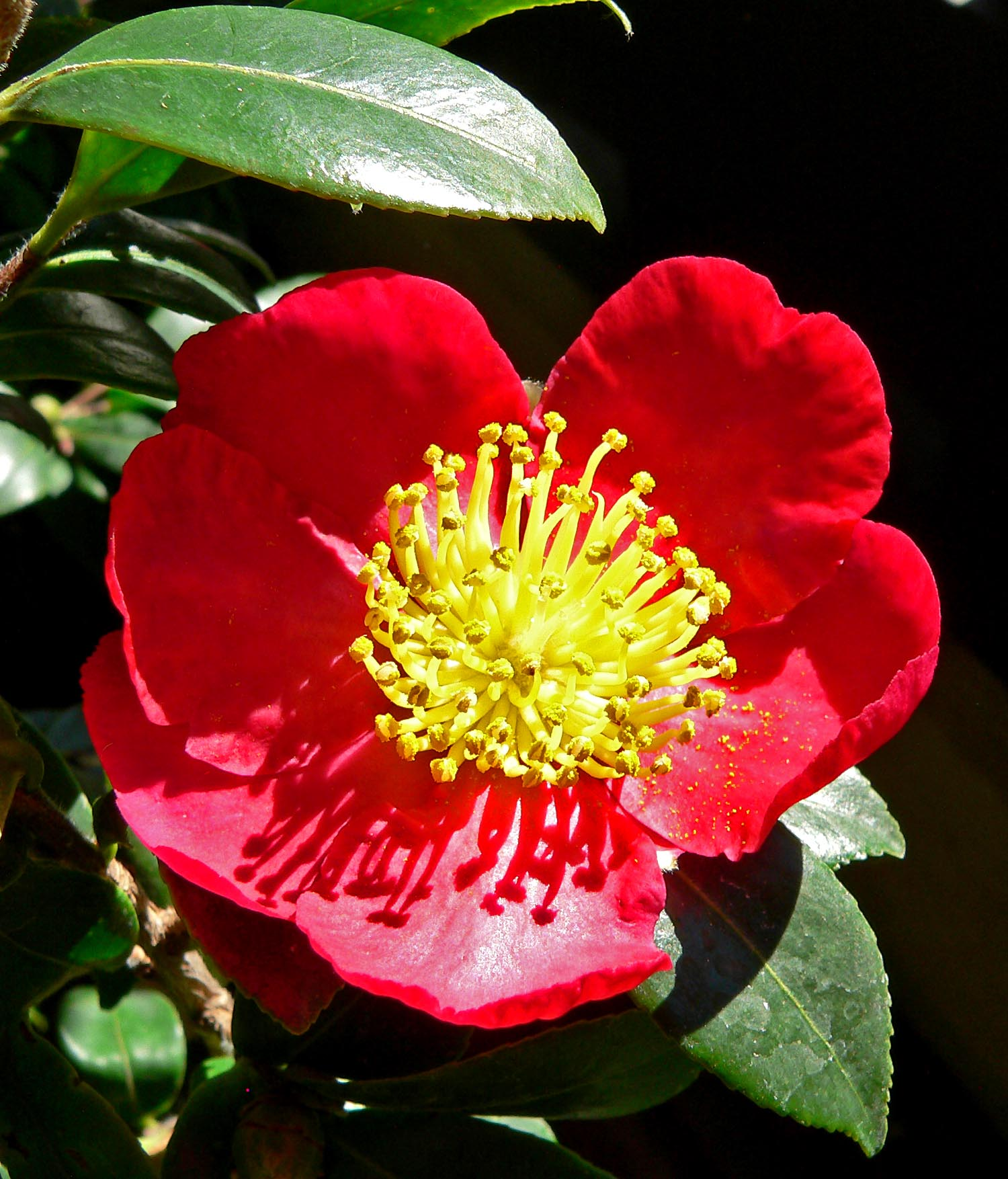
'Yuletide'

### 半重瓣
两半或以上轮数的大片有序、无序或松散的外部花瓣（9片或以上），雄蕊基部连生。可能含有雄蕊瓣。花瓣由于hose-in-hose效应可能部分重叠或排列成行。

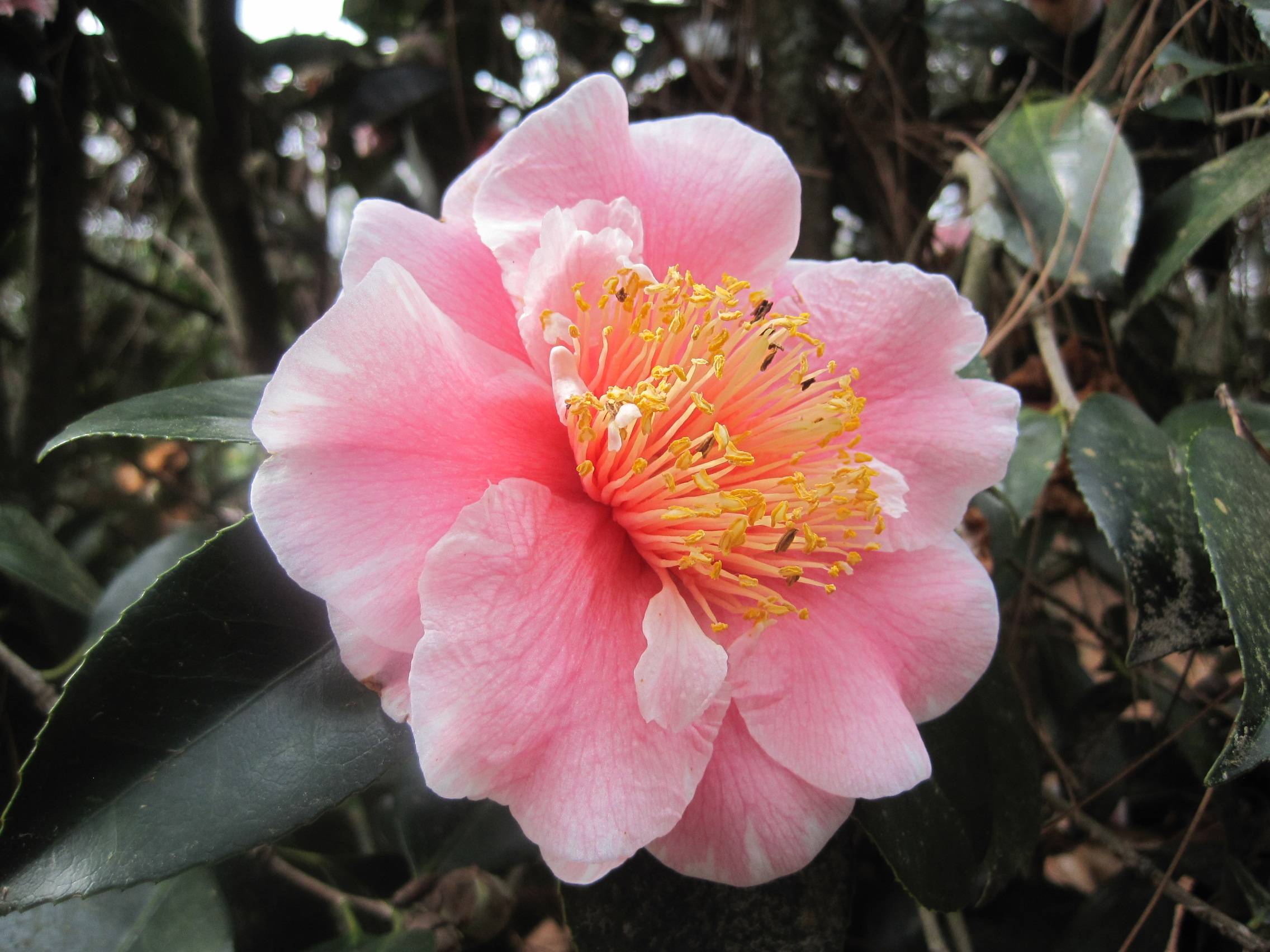
'C.M. Wilson'
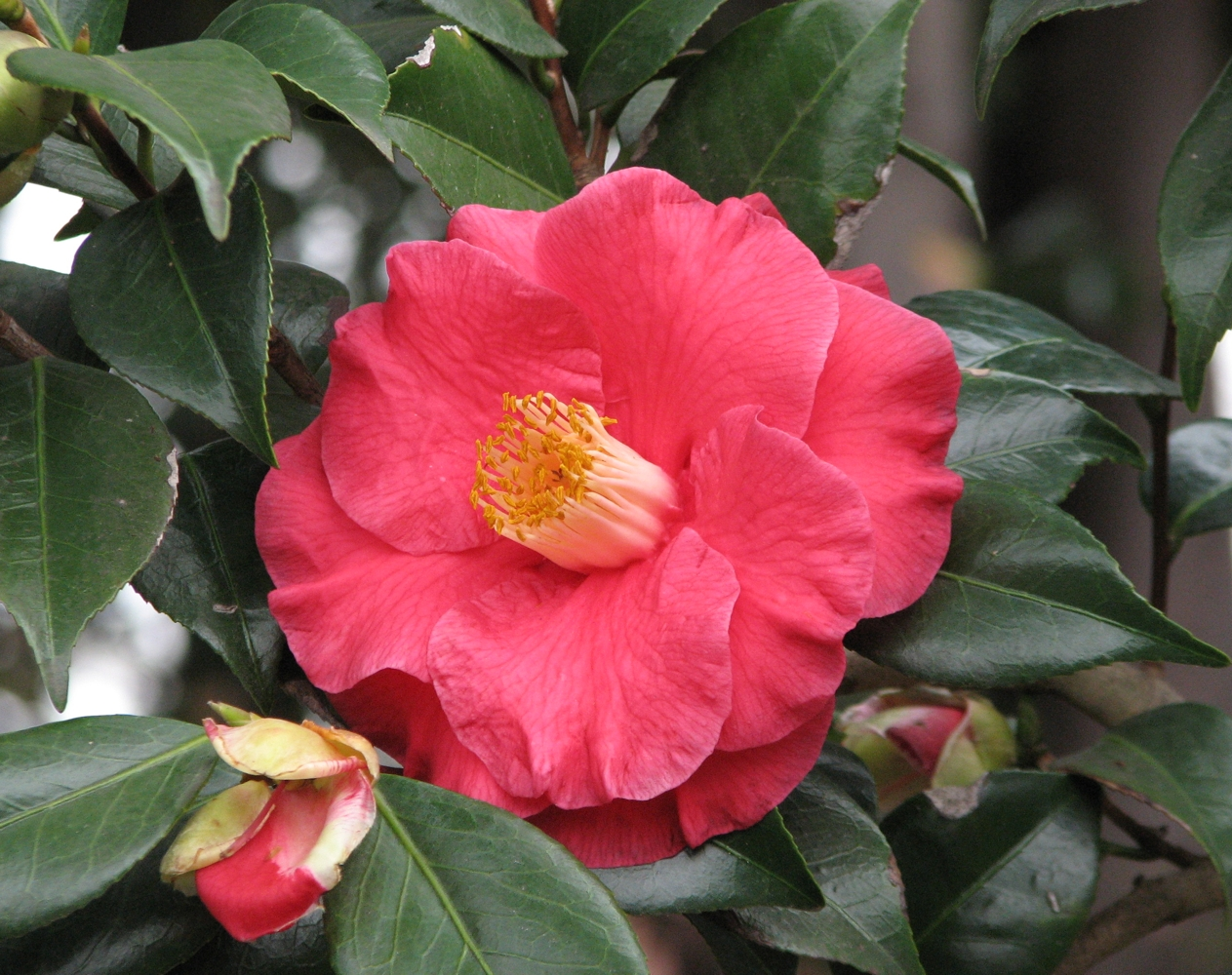
'The Czar'
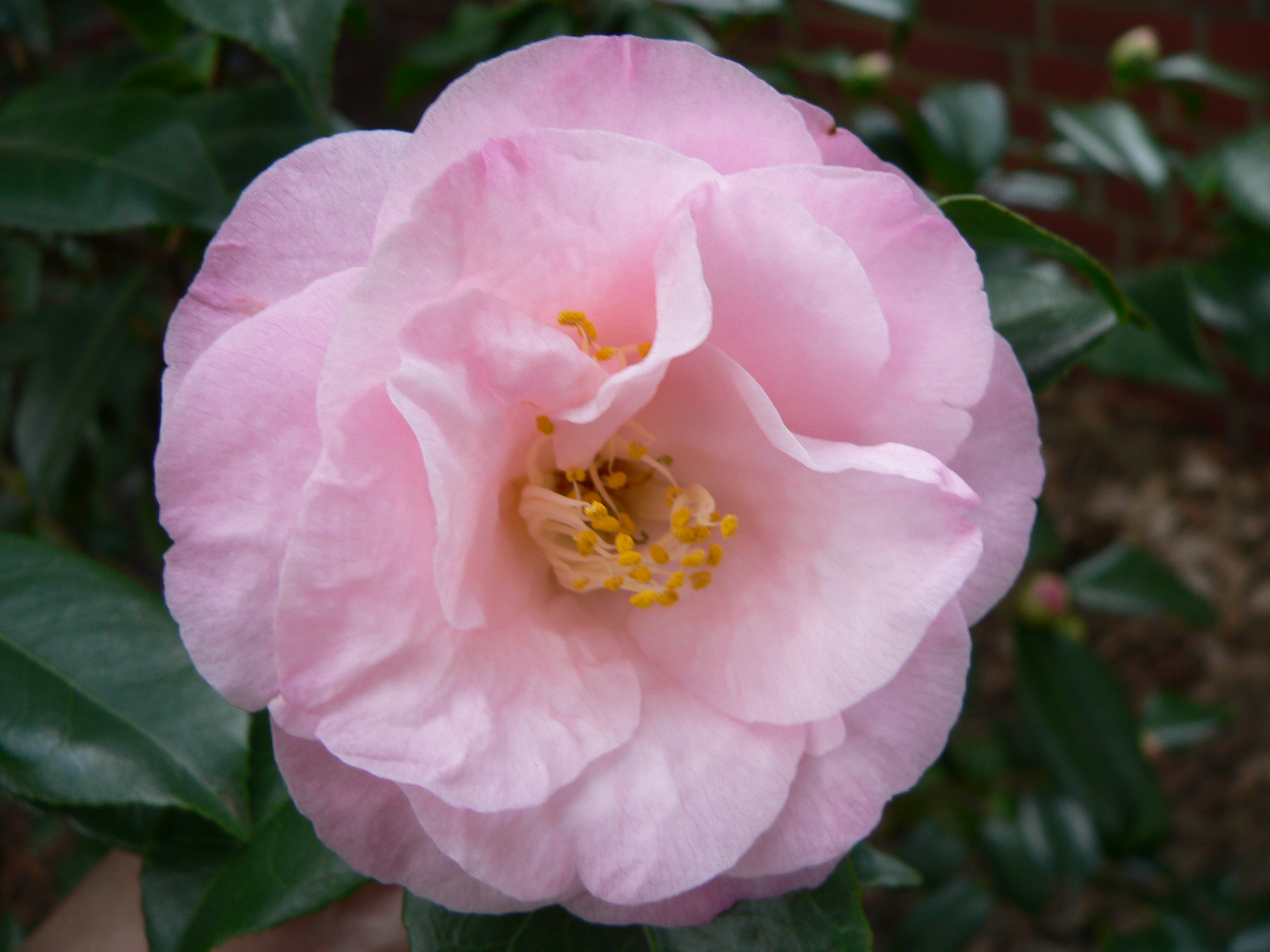
'Dr. Tinsley'
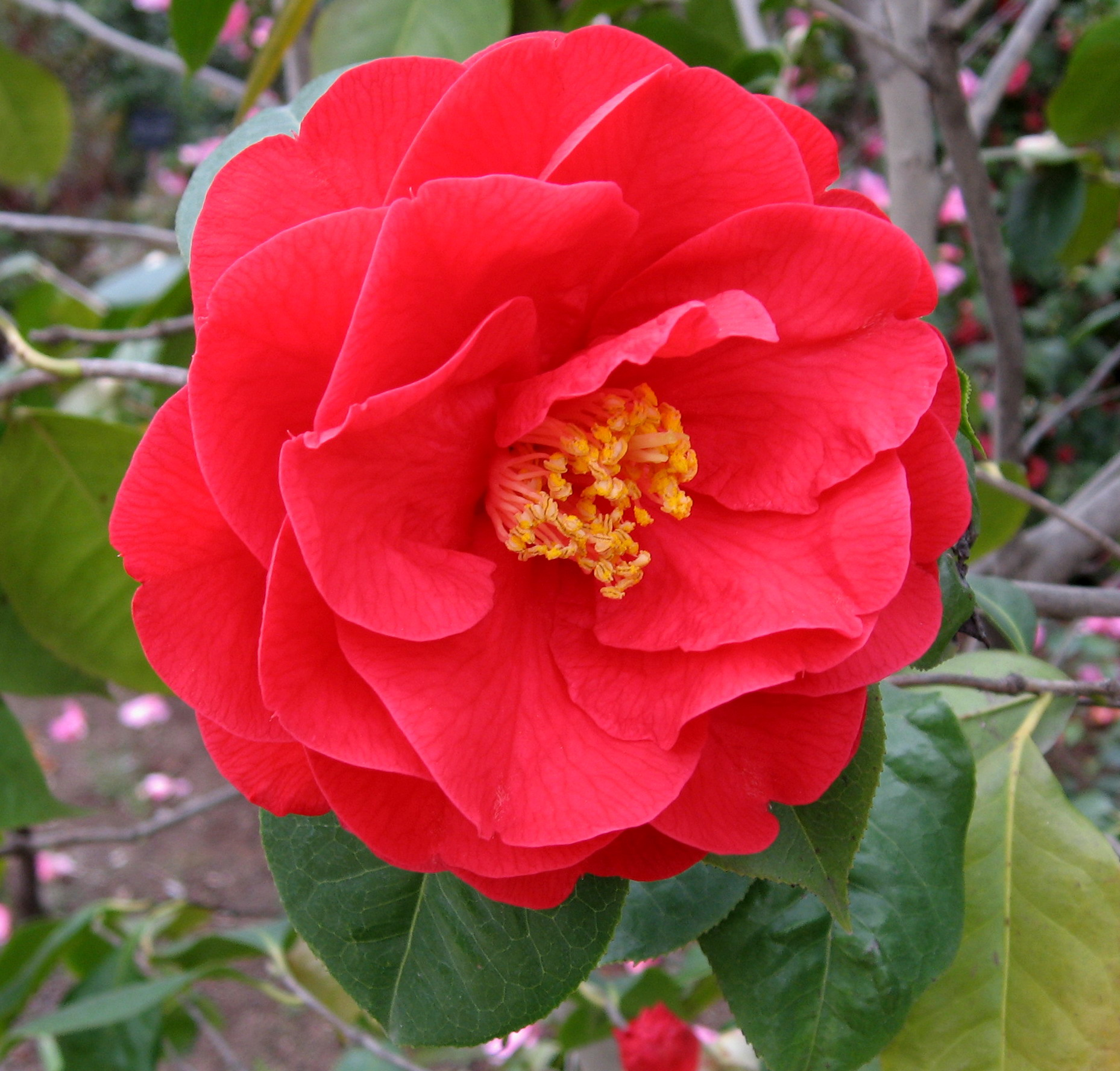
'Dr. Clifford Parks'
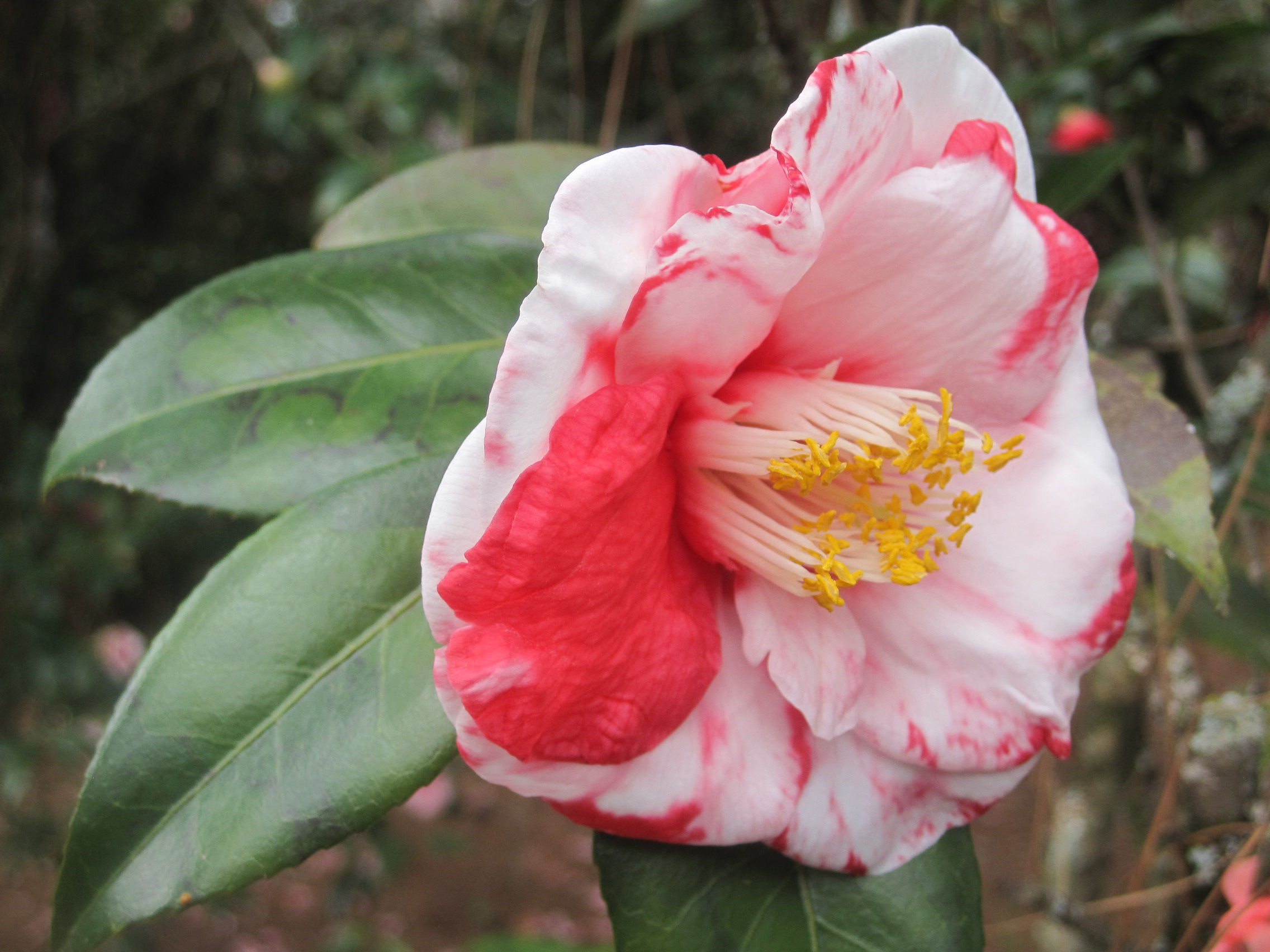
'Mercury Supreme'
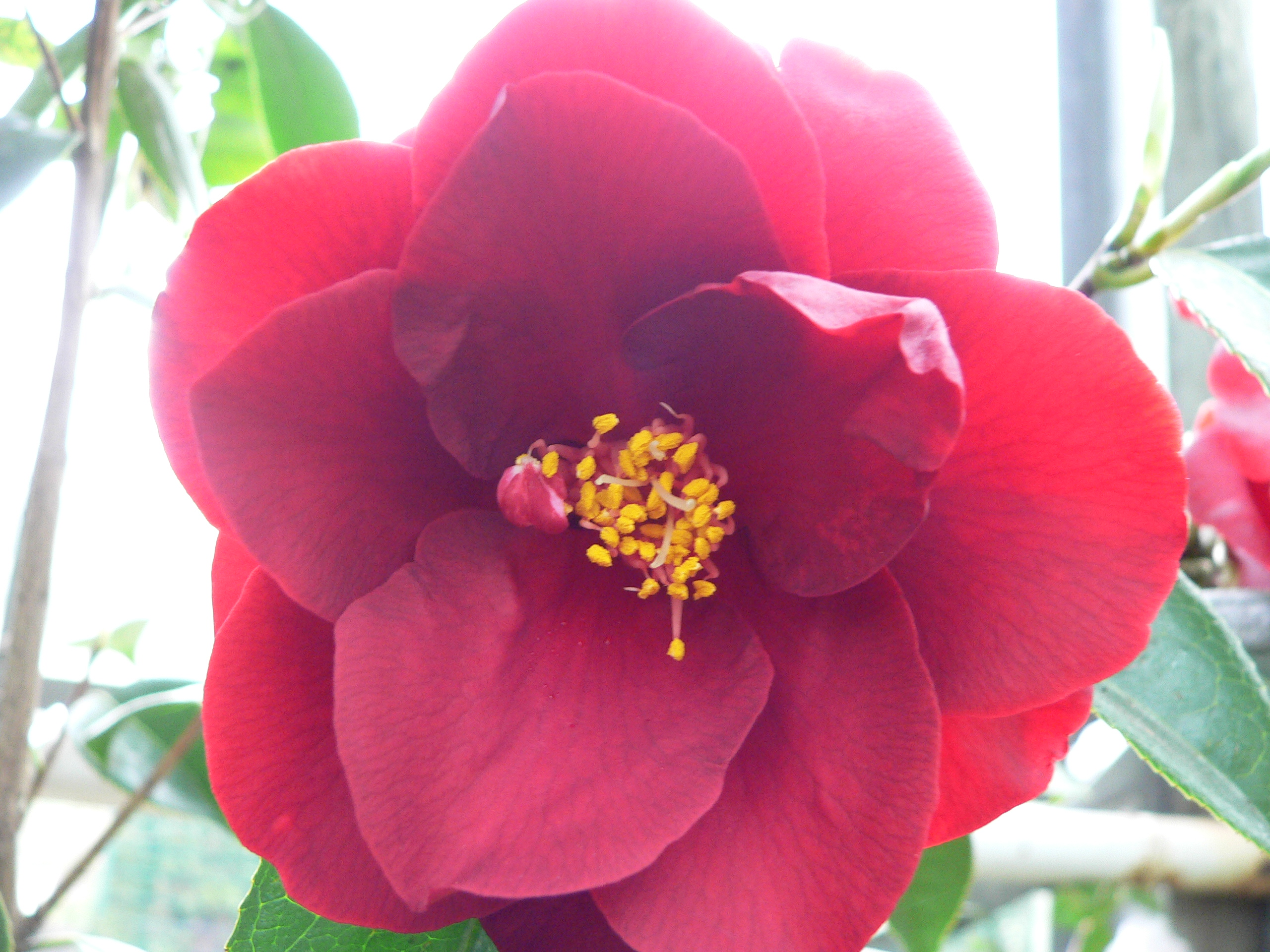
'Royal Velvet'
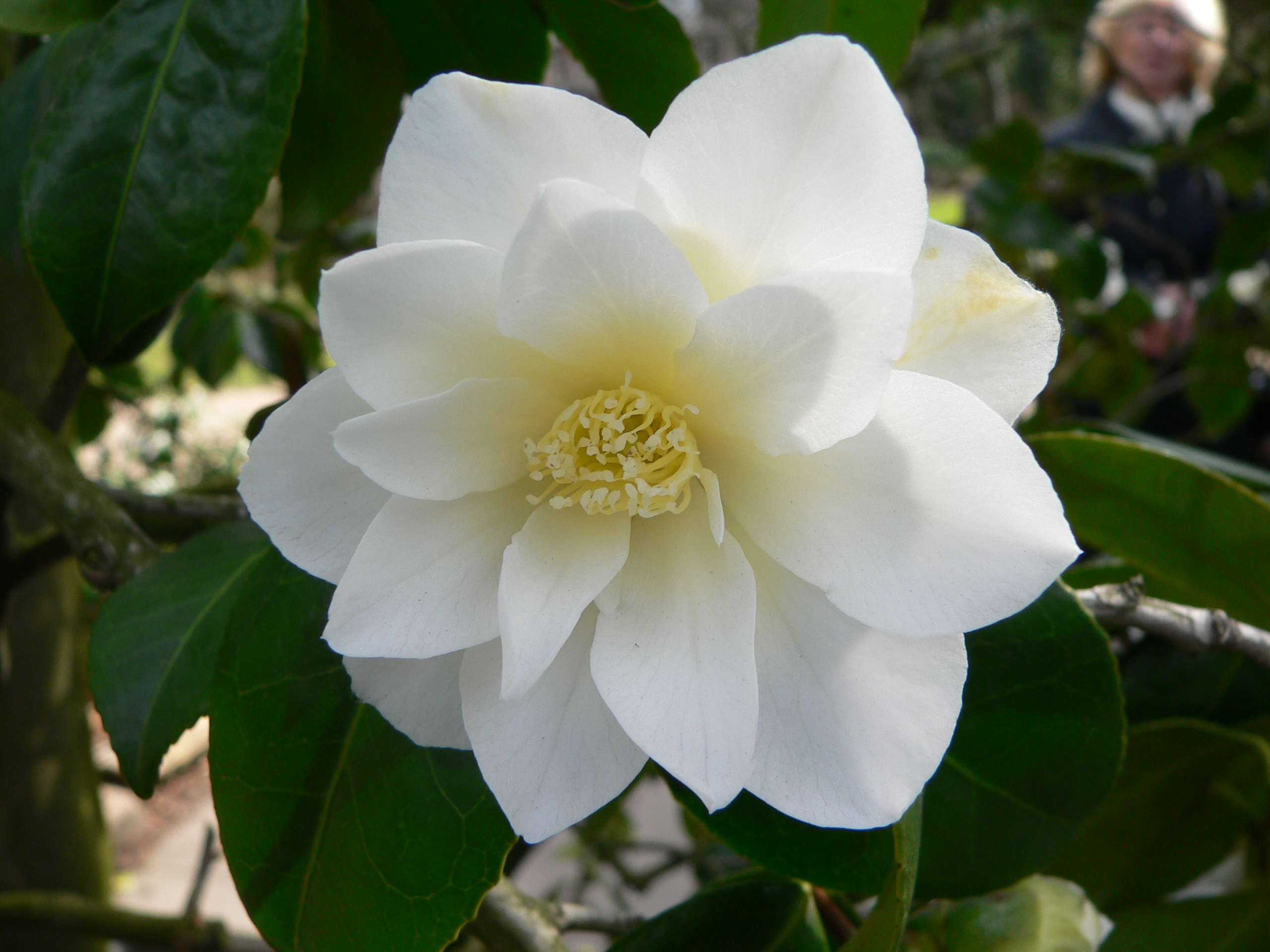
'Triphosa'
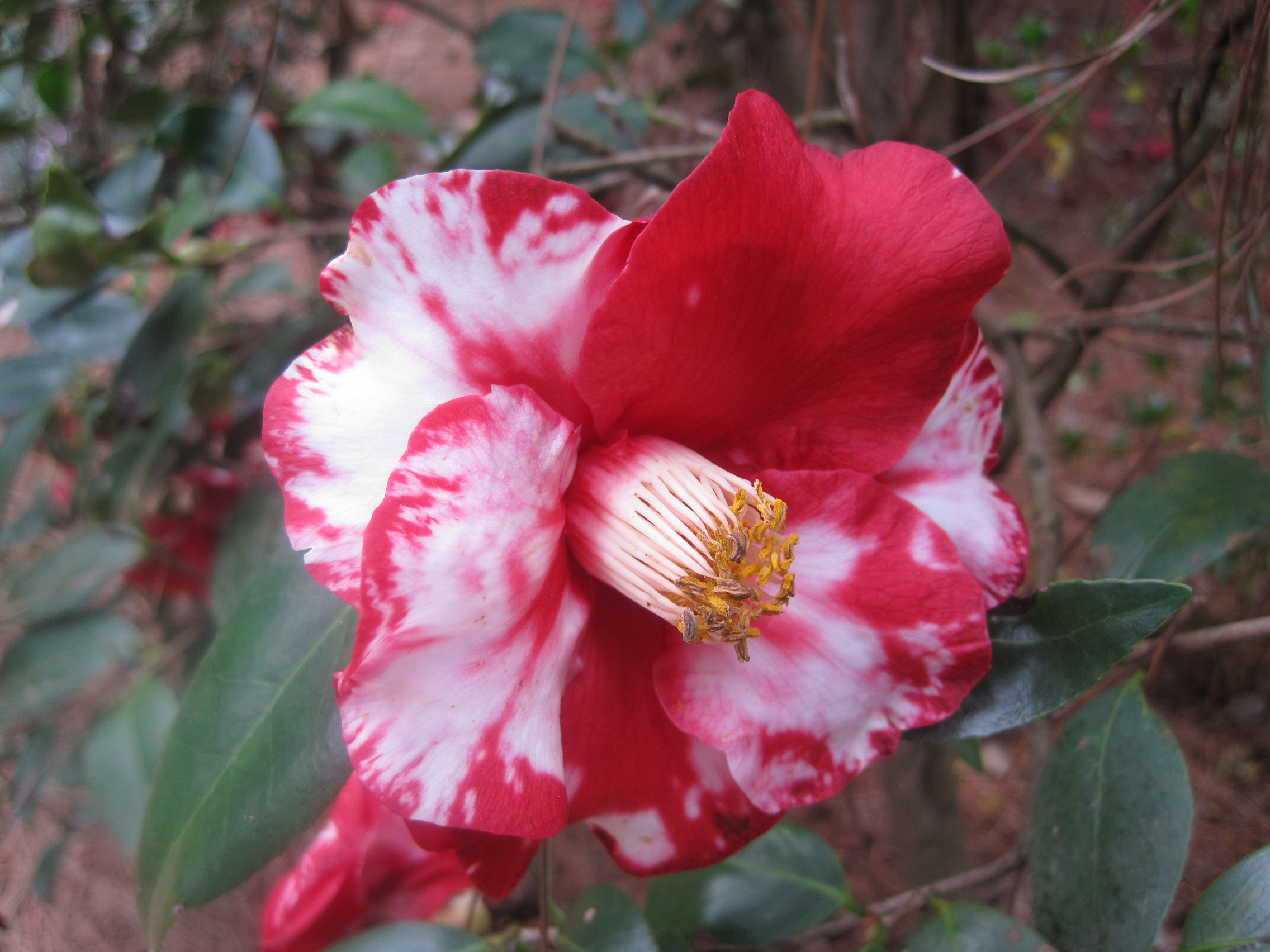
'Ville De Nantes'

### 不規則半重瓣
不规则半重瓣品种有一片或数片花瓣夹杂于雄蕊丛中。

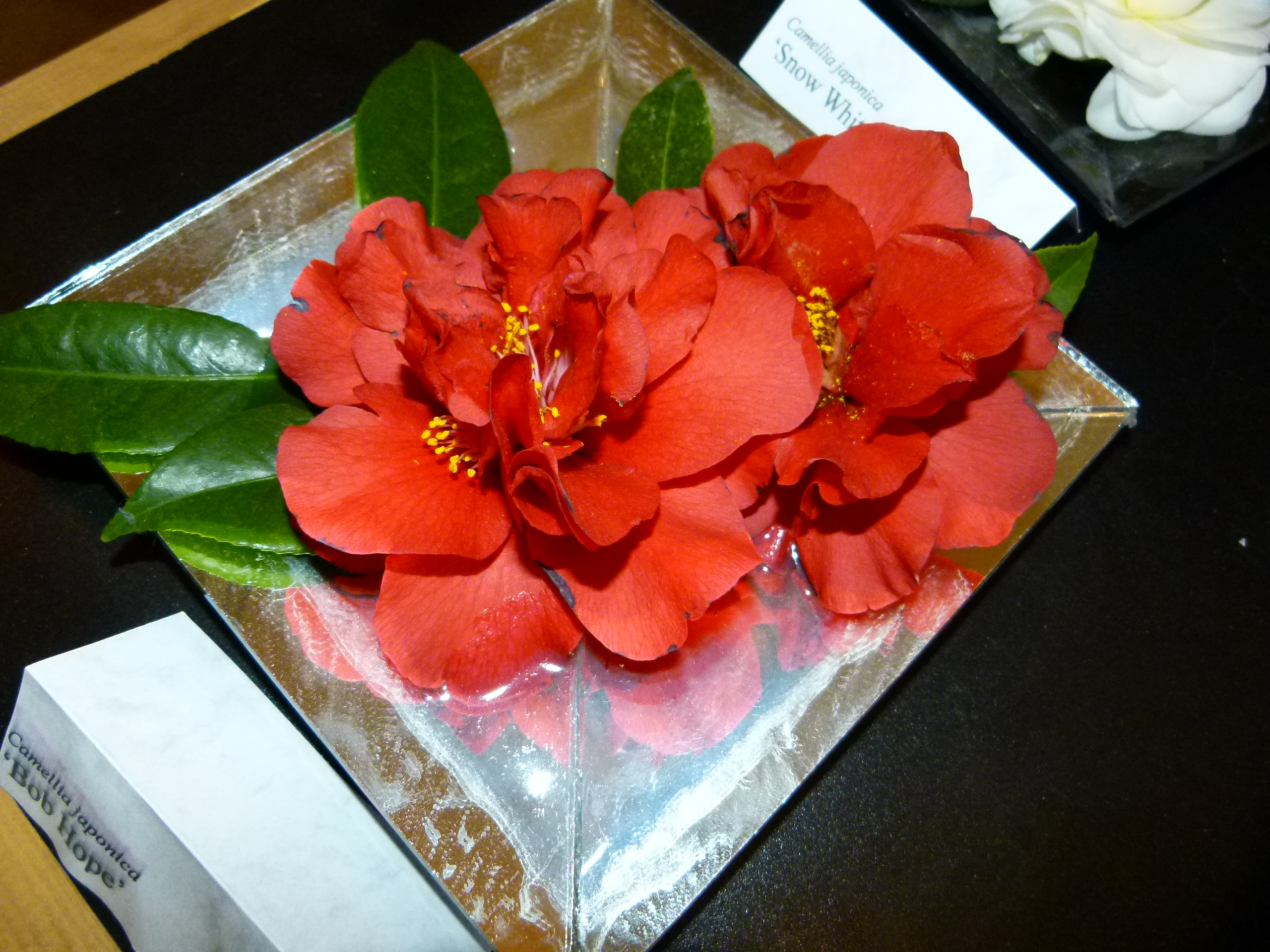
'Bob Hope'
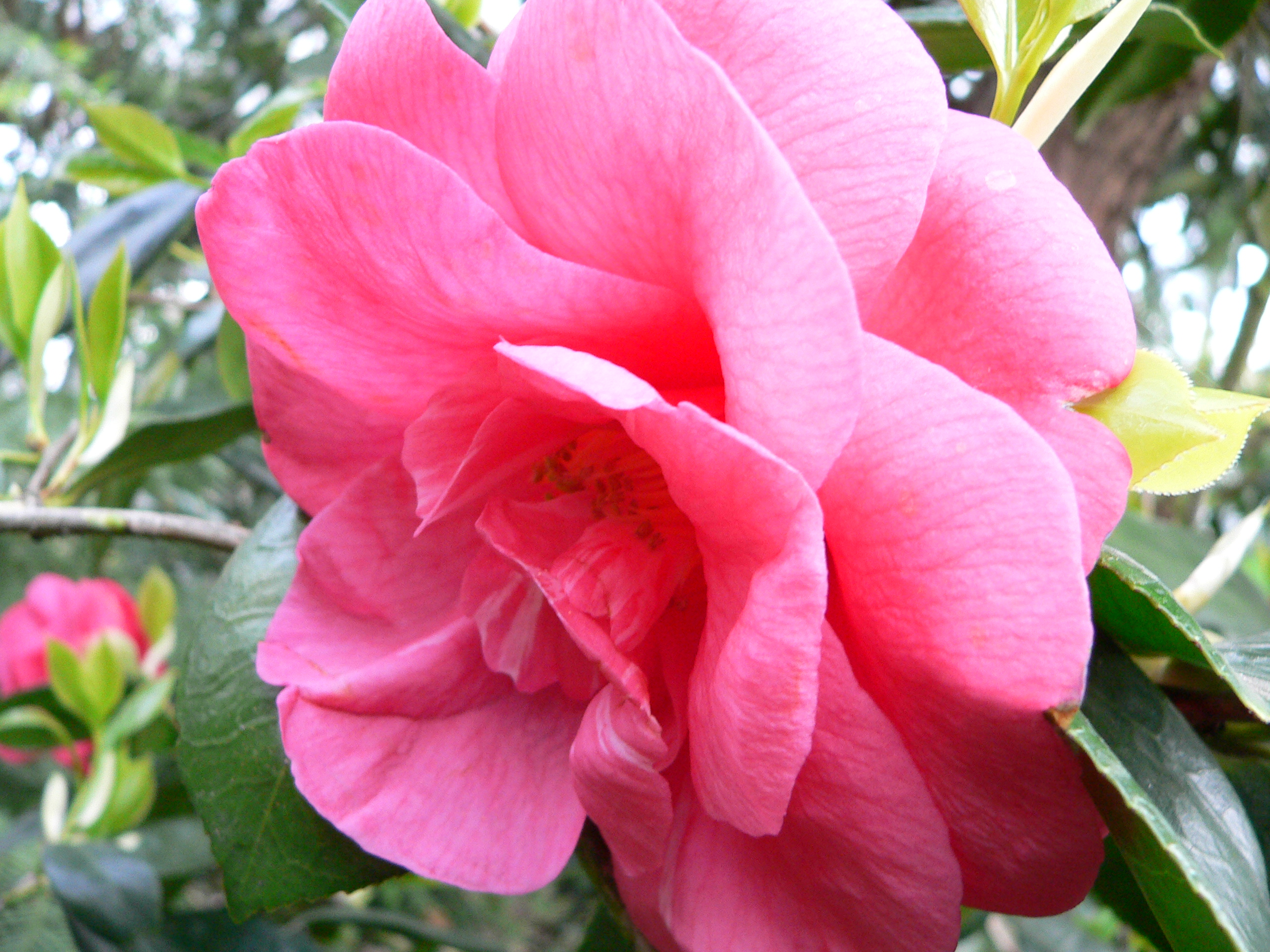
'Drama Girl'
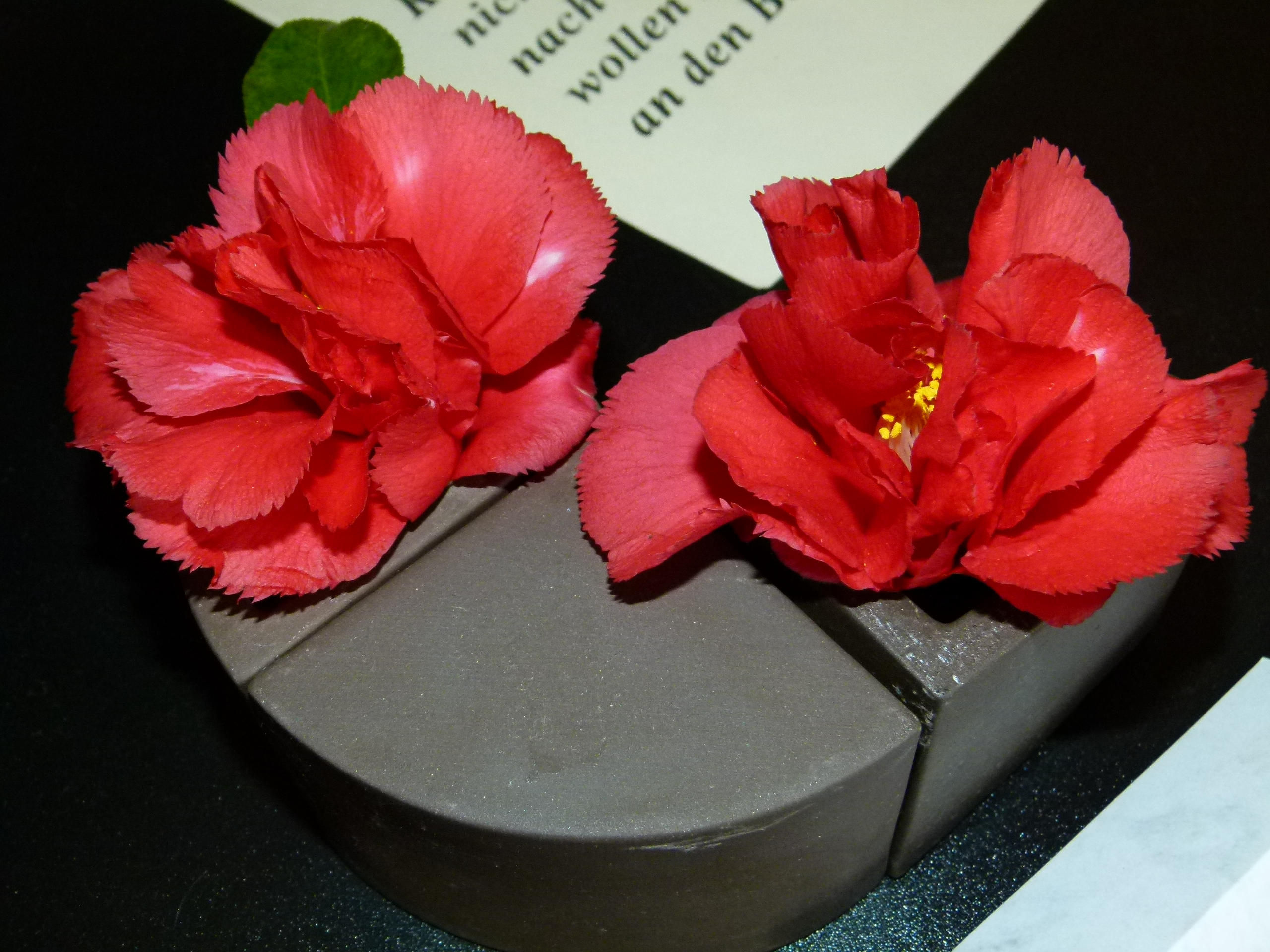
'Fred Sander'

### 有序重瓣
多轮花瓣（可能超過100片），有序排布，层叠状或叠瓦状，无可见雄蕊。中心通常有一圆锥形或紧收花瓣构造。

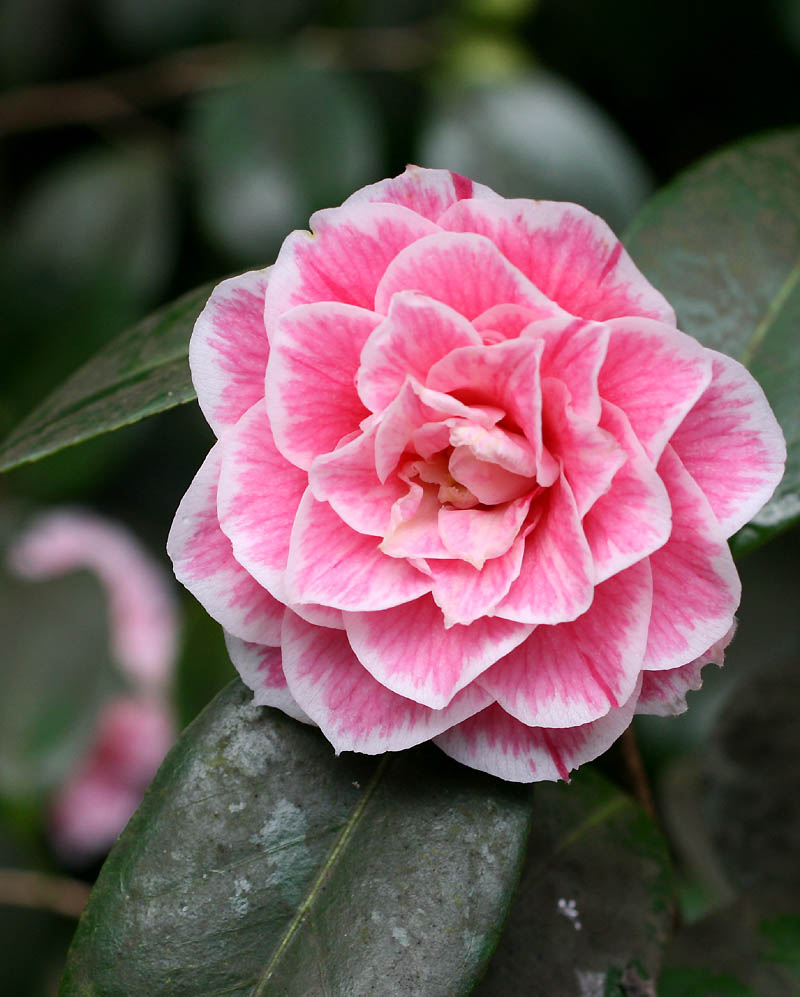
'Hikarugenji'
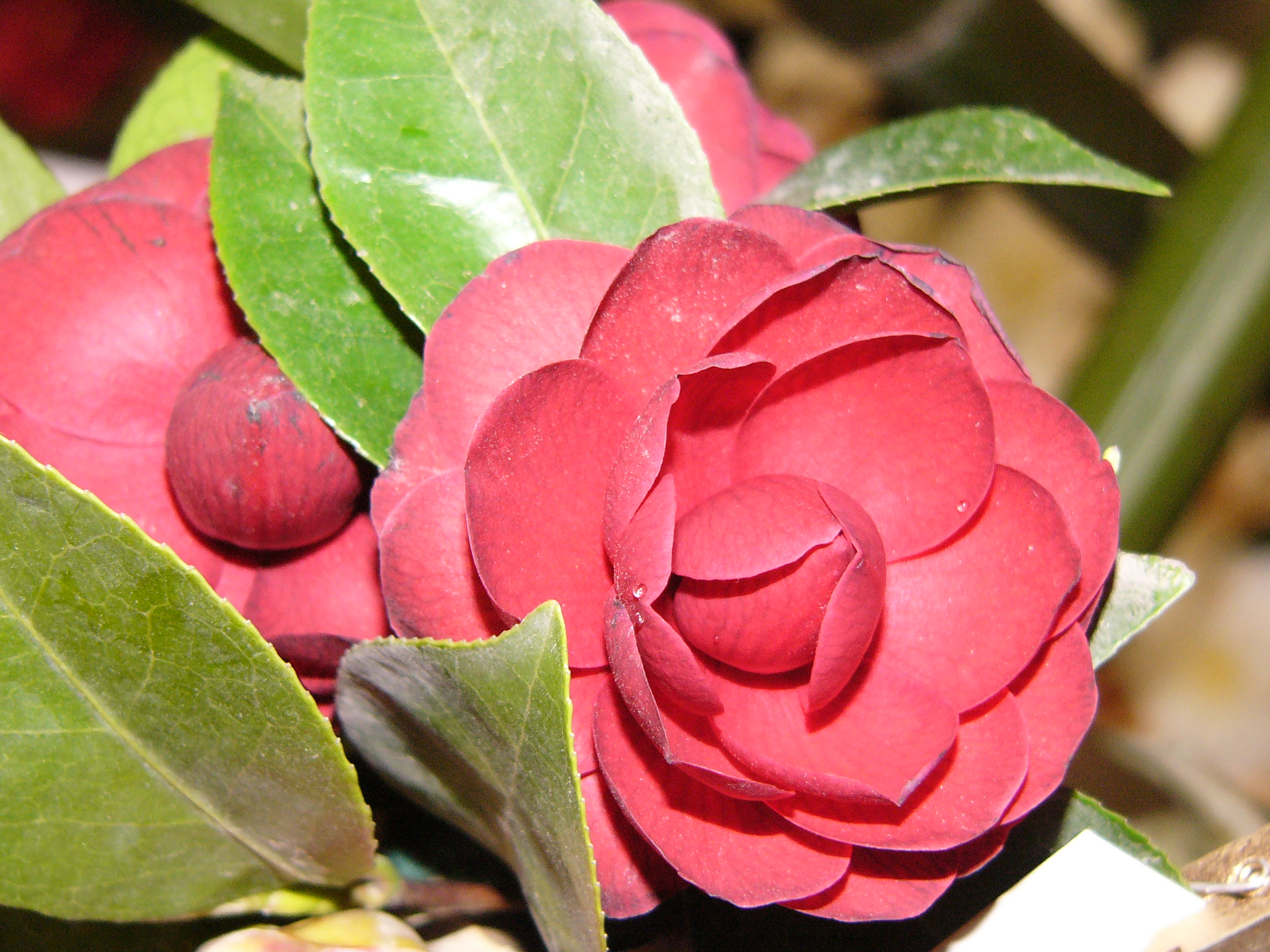
'Black Lace'
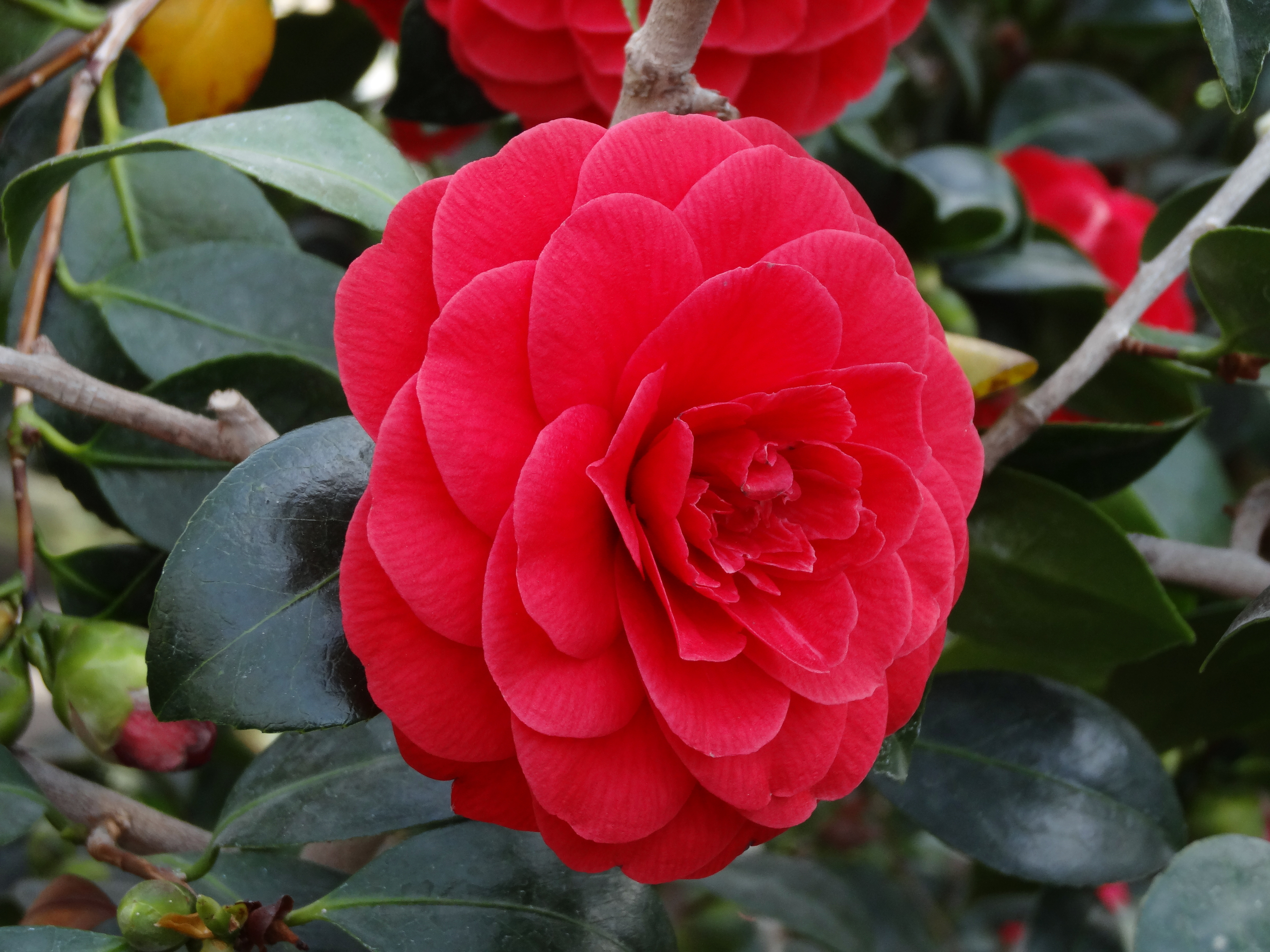
'Coquettii'
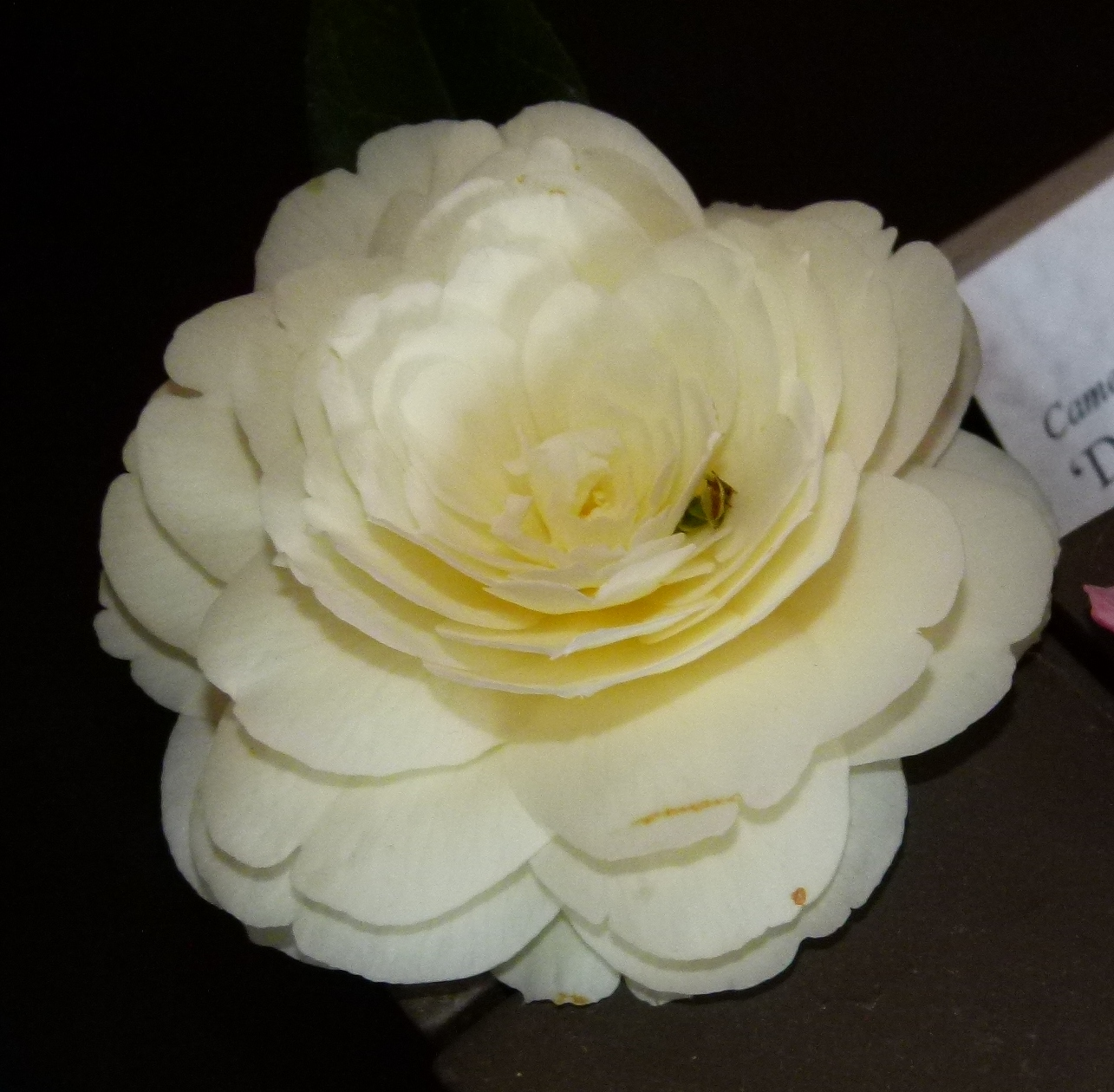
'Dahlohnega'
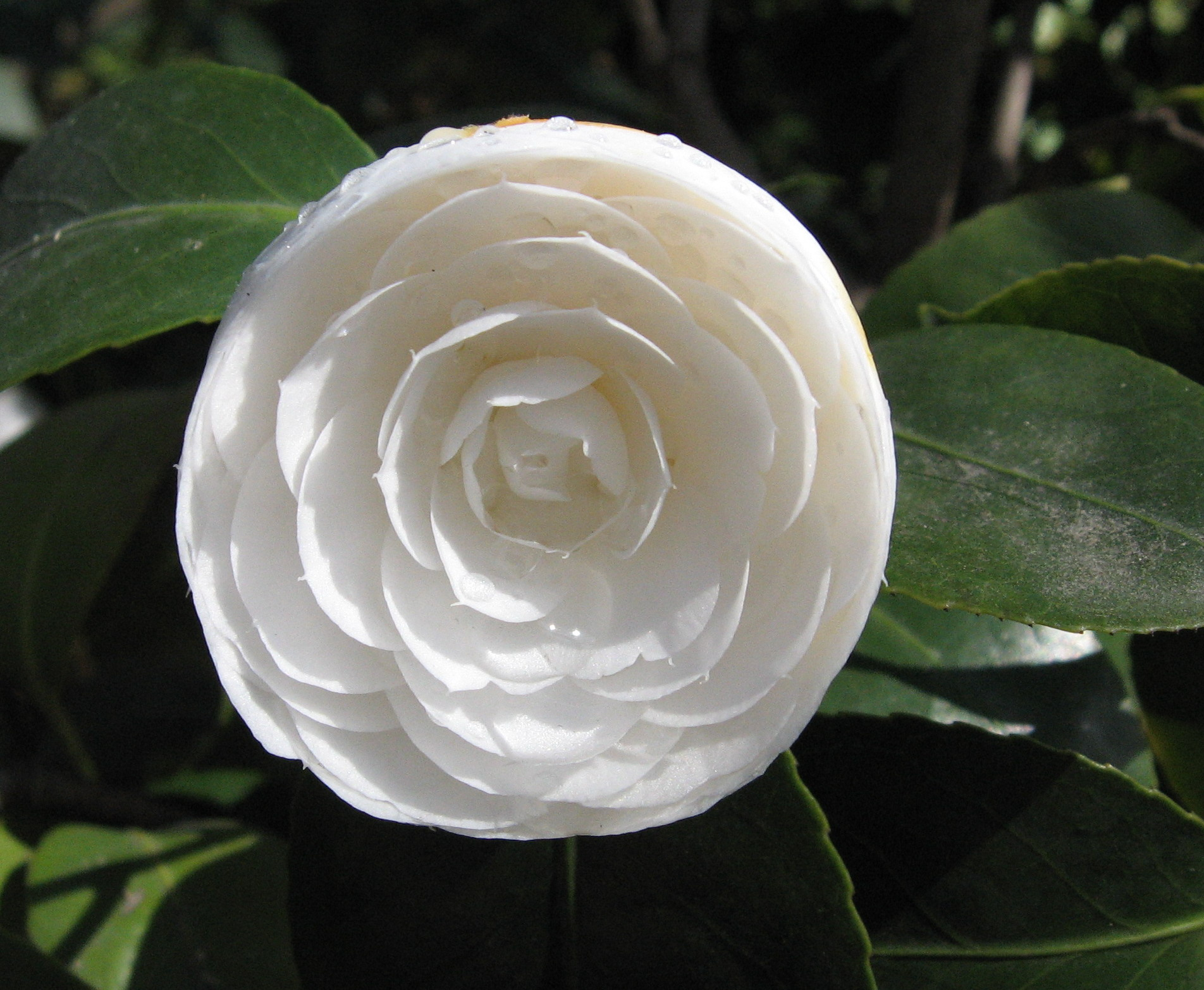
'Duchesse de Berry'
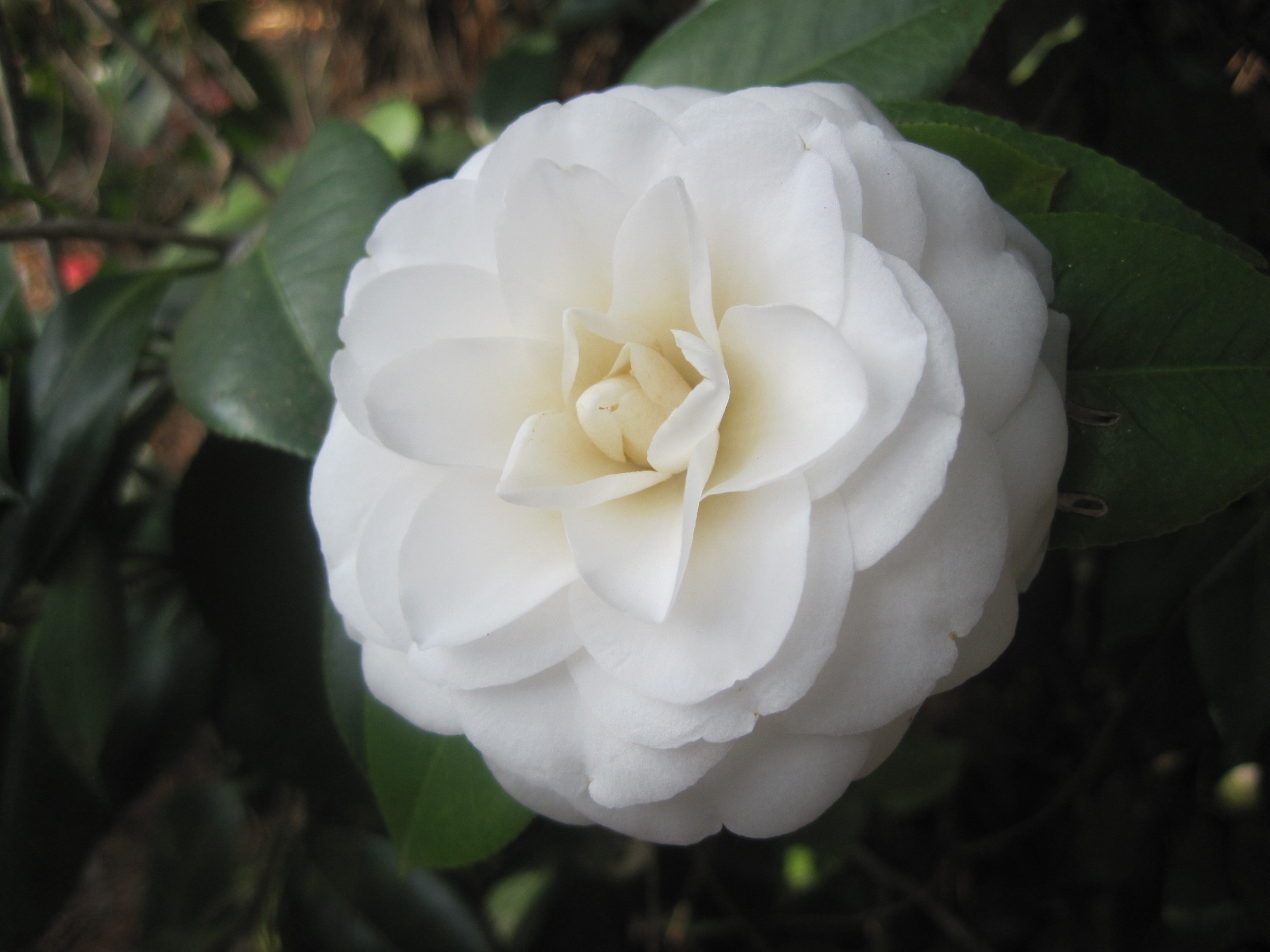
'White by the Gate'

### 无序重瓣
含有大量突出的花瓣与雄蕊瓣。雄蕊可见或不可见。曾经称为“牡丹型”。

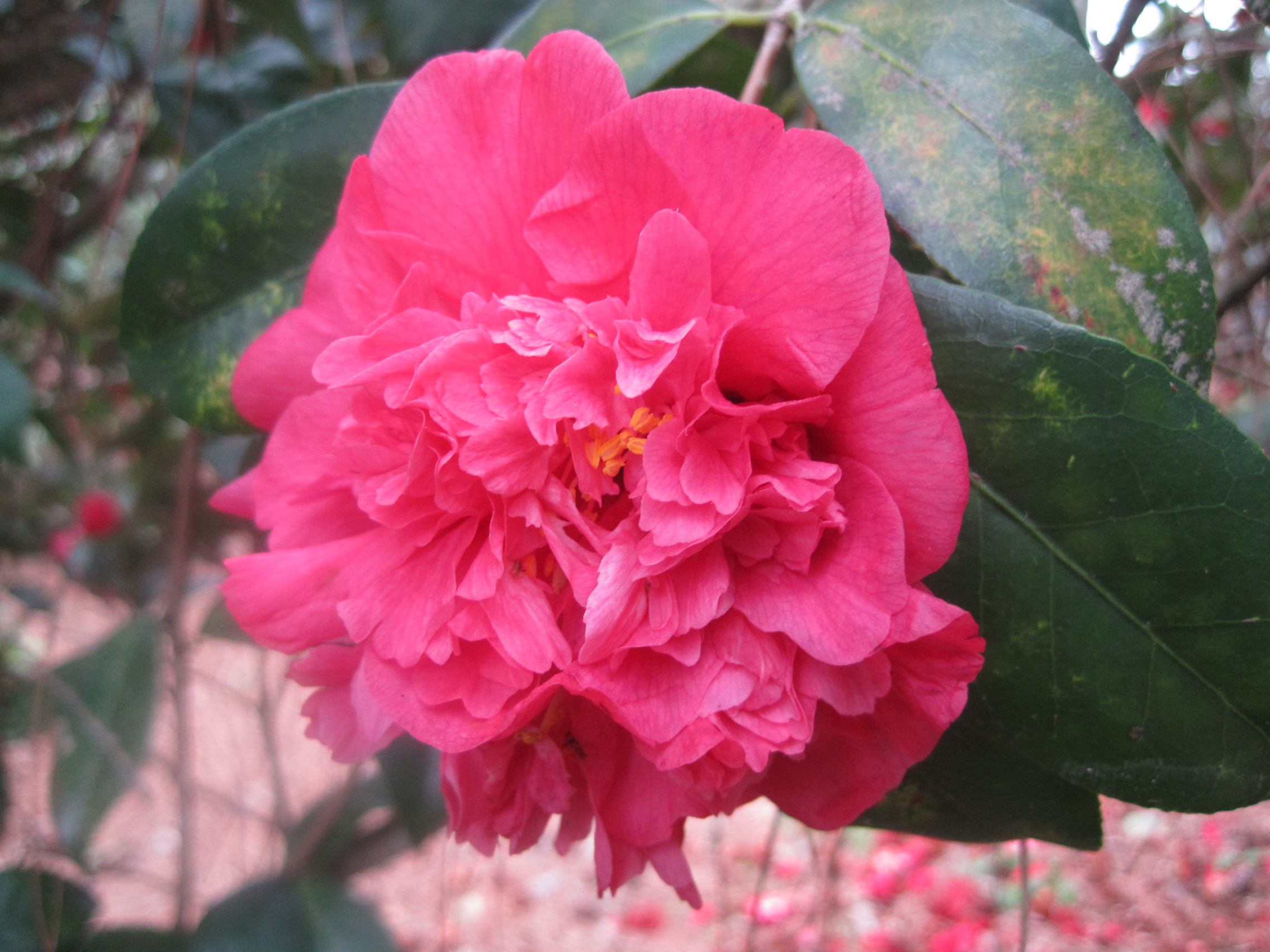
'Ann Blair Brown Variegated'
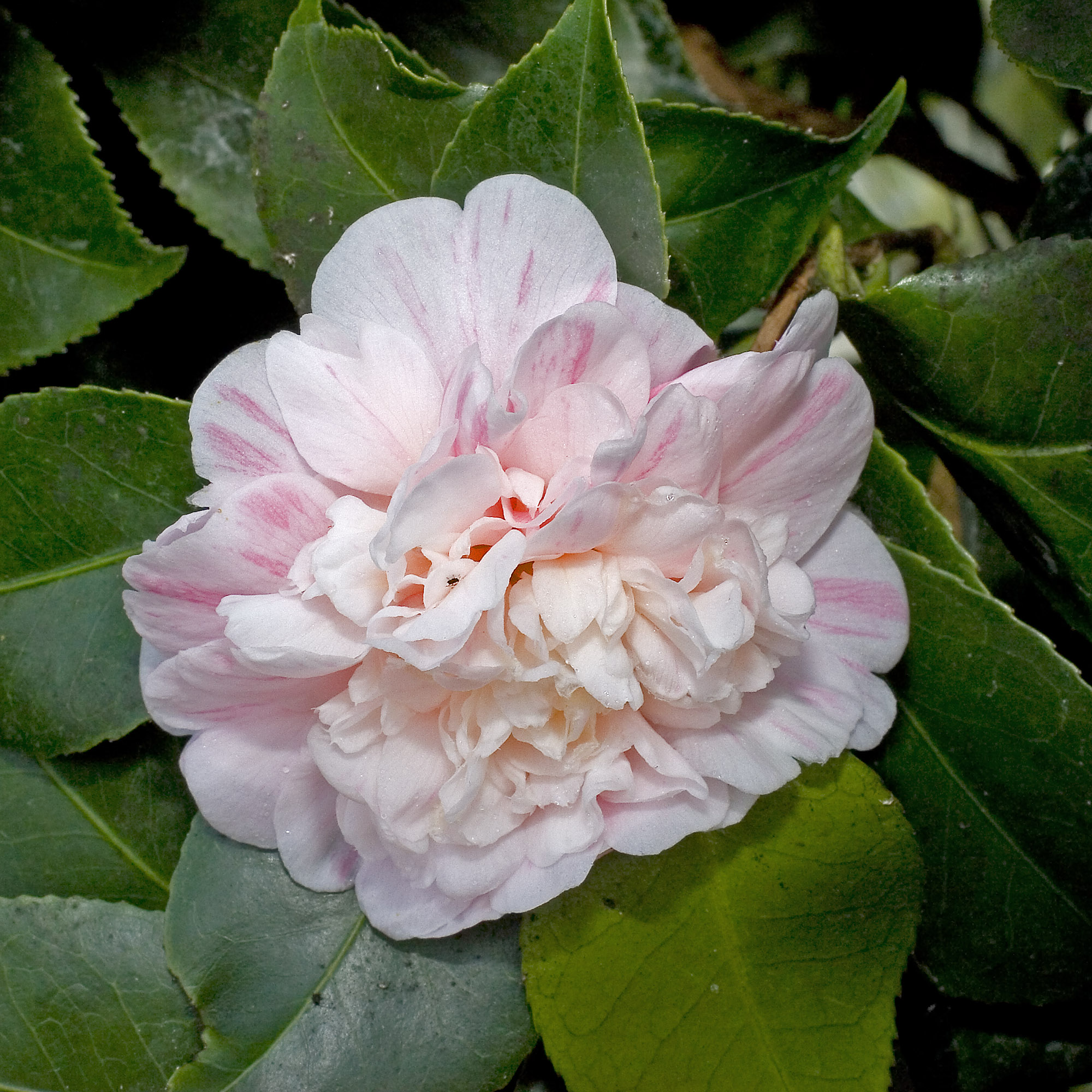
'Colombo'
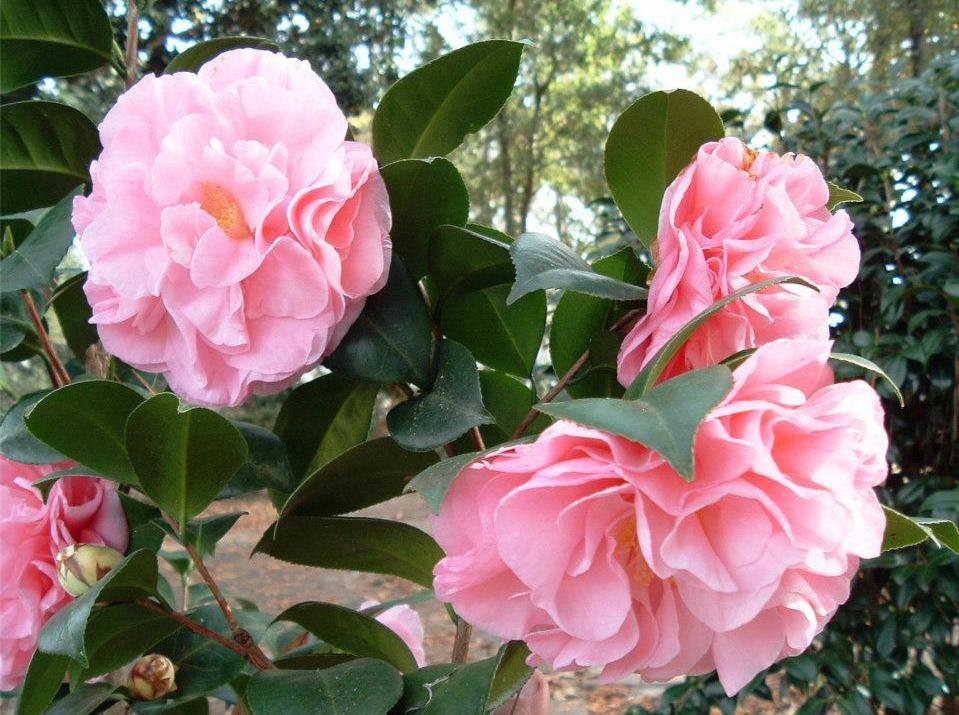
'Frankie Winn'
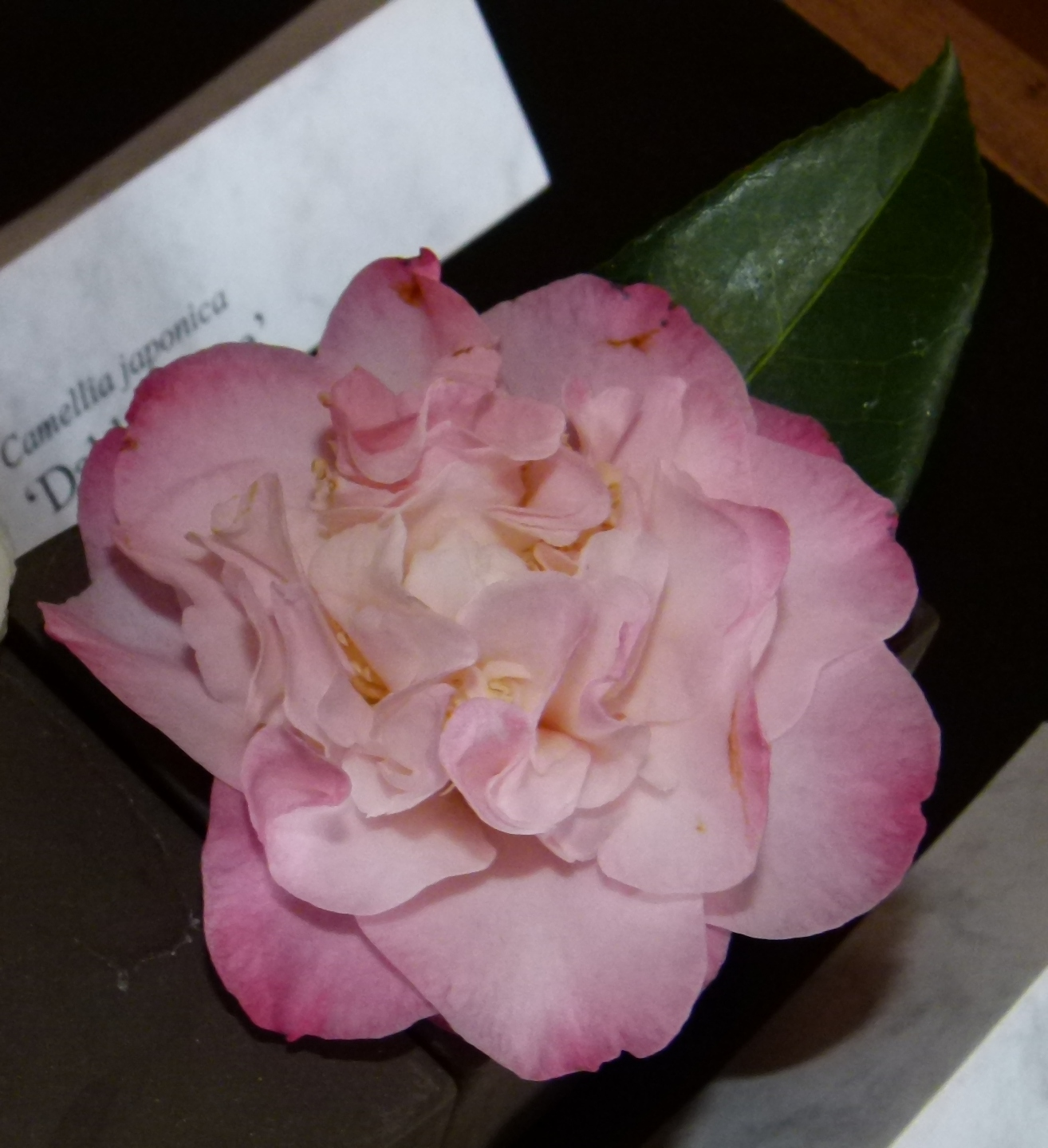
'Nuccio's Jewel'

### 托桂型
有一轮或多轮平铺或波动的大型外围花瓣，中央为混杂的雄蕊与小型花瓣。曾经称为“银莲花型”。

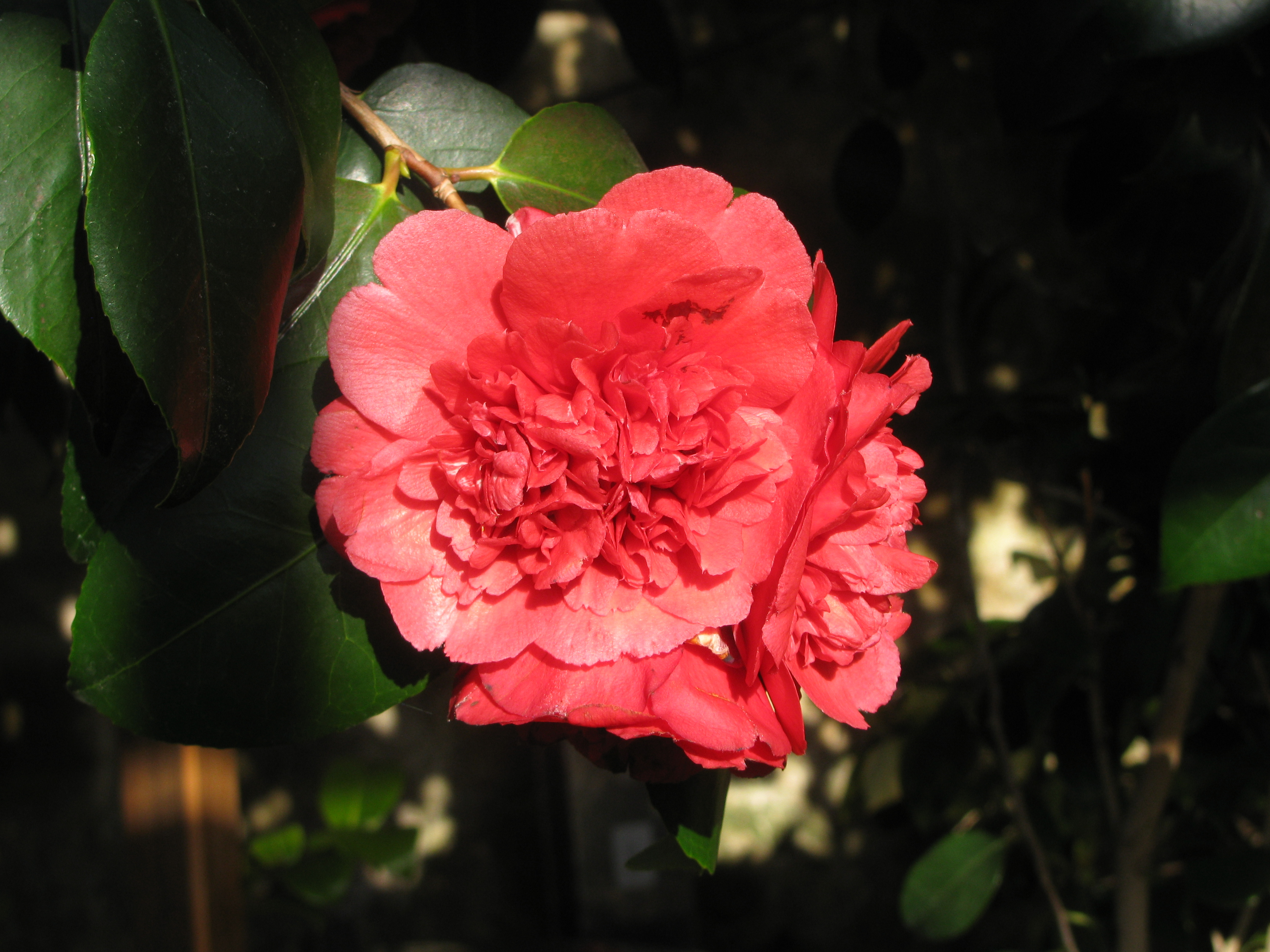
'Althaeiflora'
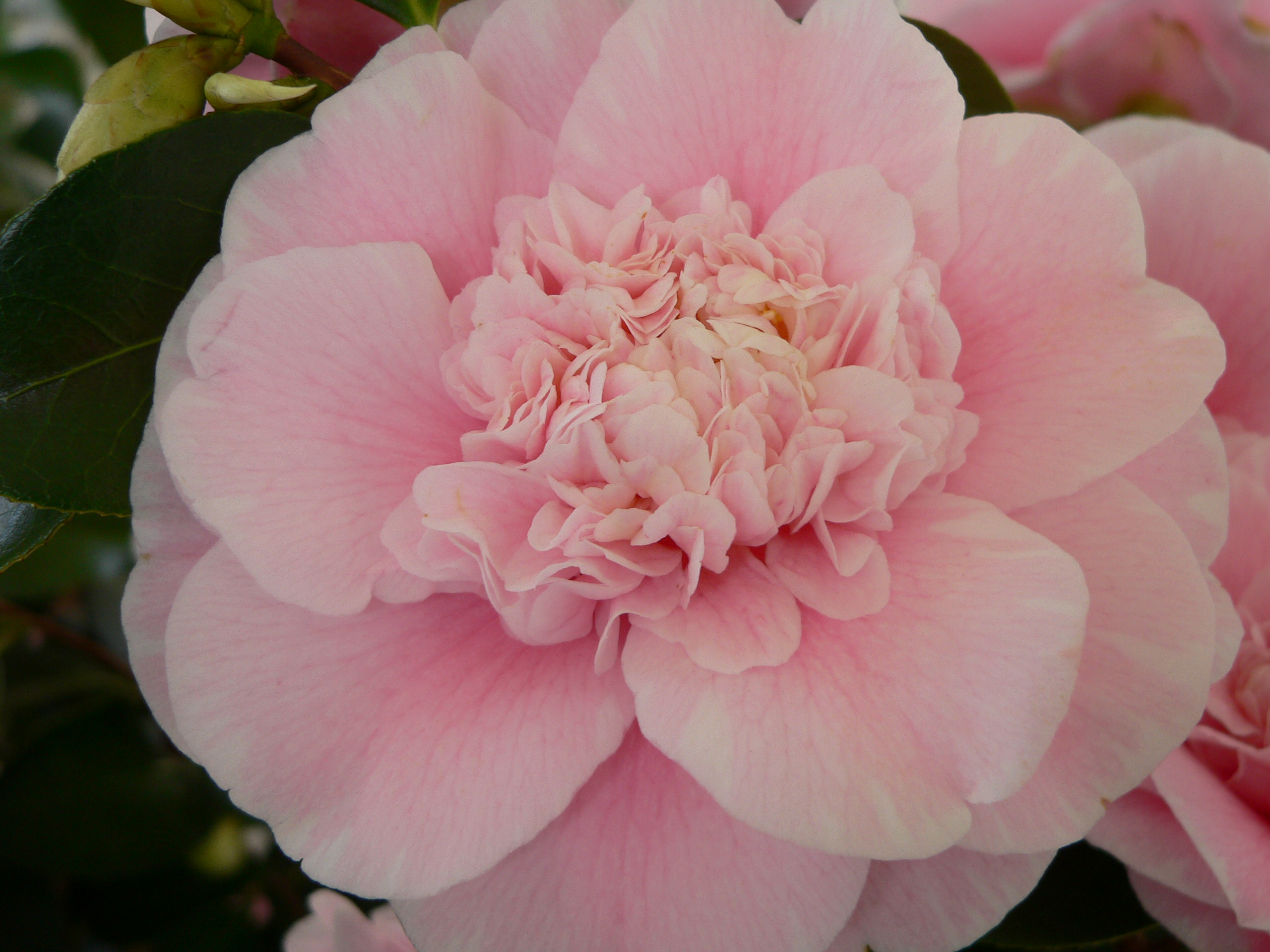
'Bernhard Lauterbach'
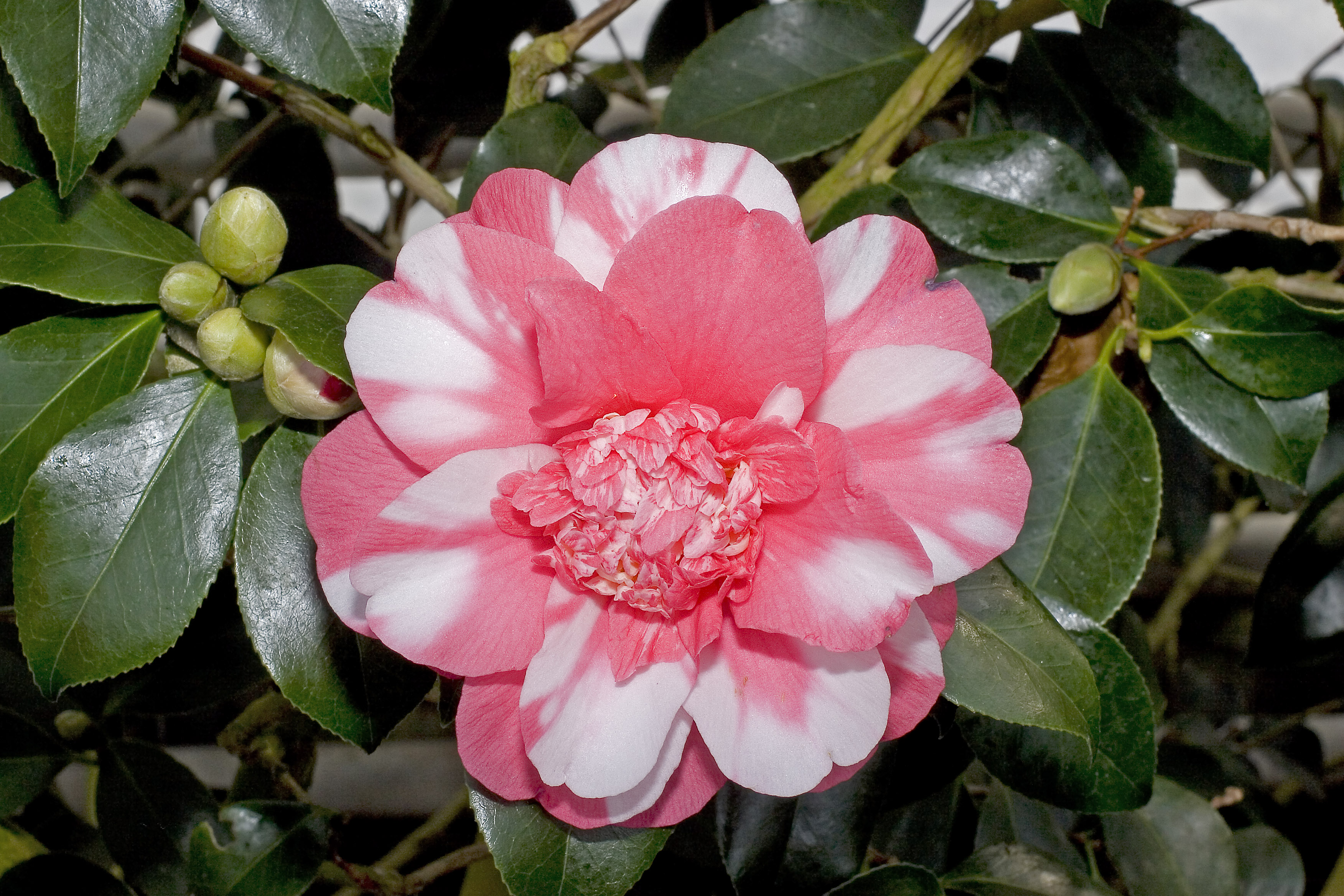
'Chandler's Elegance'
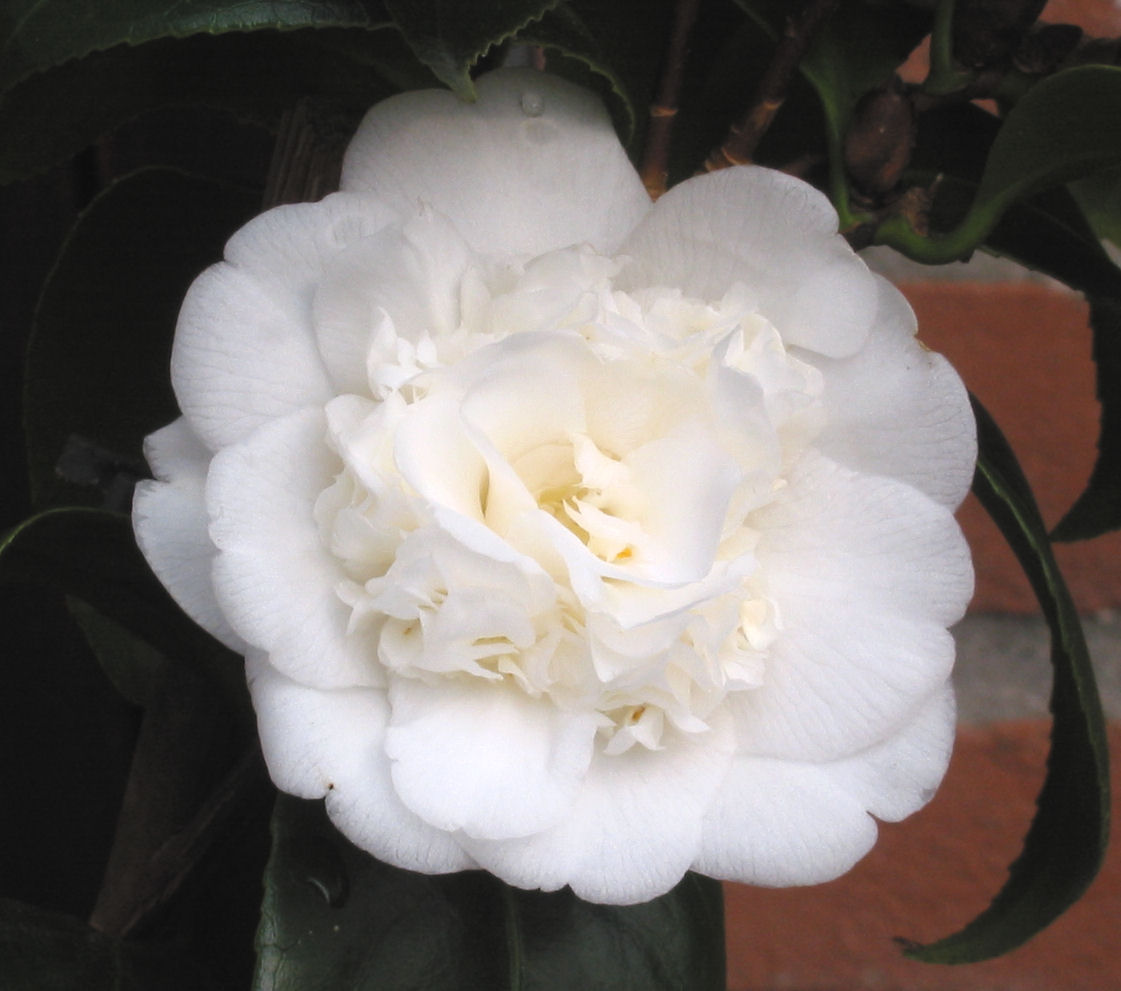
'Nobilissima'

## 药用
茶花除观赏外，花籽与枝叶还可以食用或入药。《本草纲目》上有记载：
- 【释名】高的1丈左右，枝干交加，叶很像茶叶而且厚硬有棱，中间宽而阔，两头尖，正面呈绿色而背面呈淡绿色，深冬时开花，红瓣黄蕊。
- 【采集加工】山茶嫩叶炸熟，水淘洗后可以吃，也可以蒸熟后晒干作为饮料。
- 【功效主治】主治吐血、衄血、腹泻、便血。

## 文化意义
佛教寺庙常种植山茶花，在禅宗象征清心寡欲。

## 註
1. ↑  孙秀威逼綠珠墮樓化作一片血污，此詩比作了红色的山茶花。[7]